# Nigeria
Nigéria
Ne doit pas être confondu avec Niger.
 (mai 2023).
République fédérale du Nigeria
(en) Federal Republic of Nigeria 
(ha) Jamhuriyar Tarayyar Najeriya 
(ig) Ọ̀hàńjíkọ̀ Ọ̀hànézè Naìjíríyà 
(yo) Orílẹ̀-èdè Olómìniira Àpapọ̀ Nàìjíríà 
Le Nigeria ou Nigéria,,, en forme longue la république fédérale du Nigeria, ou république fédérale du Nigéria (en anglais : Federal Republic of Nigeria), est un pays d'Afrique de l'Ouest situé dans le golfe de Guinée. Avec plus de 235 millions d'habitants en 2025, le Nigeria est le pays le plus peuplé d'Afrique et le sixième pays du monde par son nombre d'habitants.
Le Nigeria est un pays de la bande sahélienne.
Situé au bord du golfe de Guinée, le Nigeria possède 4 047 km de frontières terrestres, et 853 km de littoral. Il est bordé à l'ouest par le Bénin (773 km), à l'est-sud-est par le Cameroun (1 690 km), au nord par le Niger (1 497 km) et à l'est-nord-est par le Tchad (84 km).
Le pays est la première puissance économique du continent africain en 2016, et la 27e au niveau mondial (PIB) selon la Banque mondiale. Le poids économique et démographique du Nigeria lui ont valu le surnom de « Géant d'Afrique ». Toutefois, malgré une production de pétrole importante et une économie diversifiée, le pays demeure relativement pauvre, notamment en raison d'une forte corruption,. Les dernières élections se déroulent en février 2023 avec la victoire de Bola Tinubu (du parti Congrès des progressistes).
Depuis 1991, la capitale du Nigeria est la « ville nouvelle » d'Abuja. Le pays fait partie de la Communauté économique des États de l'Afrique de l'Ouest (CEDEAO) et de l'Organisation de la coopération islamique (OCI). Ses habitants sont les Nigérians. En 2022, le Nigeria est le deuxième pays du continent africain avec le plus haut PIB, après l’Afrique du Sud et devant l’Égypte.

## Géographie physique
Situé au bord du golfe de Guinée, le Nigeria possède 4 047 km de frontières terrestres, et 853 km de littoral. Il est bordé à l'ouest par le Bénin (773 km), à l'est-sud-est par le Cameroun (1 690 km), au nord par le Niger (1 497 km), et à l'est-nord-est par le Tchad (84 km).
Le pays est divisé en une moitié sud au climat équatorial où se situe la majorité des villes importantes, une partie centrale composée de régions de savane et de plateaux, une partie est où l'on trouve le point culminant, le mont Chappal Waddi (2 419 mètres), et une partie nord au climat aride puisqu'elle se trouve dans le Sahel, en bordure du désert du Sahara.
Le Nigeria se trouve en Afrique de l'Ouest, au bord de l'océan Atlantique, et couvre un territoire de 923 768 kilomètres carrés, avec une extension est-ouest et nord-sud de respectivement 1 200 et 1 100 kilomètres. Le pays se caractérise par la présence du fleuve Niger au sud-est et de son affluent la Bénoué au sud-ouest, qui se rejoignent au Nigeria et se jettent dans le golfe de Guinée dans le delta du Niger. Le delta du Niger est l'un des plus grands deltas fluviaux de la planète et s'étend sur une superficie d'environ 70 000 km2.
La bande côtière, d'environ 850 km de long sur le golfe de Guinée, est caractérisée par des lagunes (à l'ouest, par exemple, la lagune de Lagos) et des marais de mangrove. Elle atteint sa plus grande extension dans le delta du Niger. L'ancienne ceinture de forêt tropicale humide de près de 100 km de large à l'intérieur du pays a été en grande partie défrichée et remplacée par une forêt secondaire. Plus au nord s'étend une région appelée Middle Belt, dans laquelle s'étend la savane humide du Soudan, à laquelle se rattache la savane sèche du Sahel. Le plateau de Jos, situé à l'est du Nigeria, constitue une zone de végétation à part entière, avec des hauteurs pouvant atteindre 1 829 m.
Le point culminant du Nigeria, avec ses 2 419 m d'altitude, est le mont Chappal Waddi, situé dans la région montagneuse près de la frontière avec le Cameroun. La seule zone volcanique connue du Nigeria est le plateau de Biu.

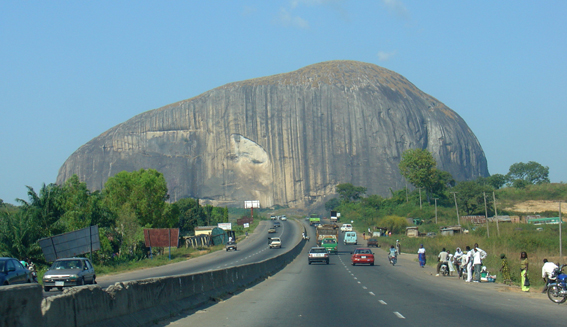
Le Zuma Rock près de Suleja.

Le sous-sol est riche en ressources naturelles parmi lesquelles le pétrole et le gaz constituent la principale source de revenus du pays. Le pays est le premier producteur d'or noir d'Afrique. Le Nigeria extrait également un certain nombre de métaux (étain, fer, plomb, zinc…) ainsi que du charbon.

## Géographie humaine

### Démographie
Avec une population estimée à 219 millions d'habitants en 2021, le Nigeria est le pays le plus peuplé d'Afrique. Environ 52 % de la population vit dans des zones urbaines ; au moins 24 villes comptent plus de 1 000 000 habitants.
Le taux de natalité est très élevé et les projections démographiques anticipent une croissance importante de la population. Selon une étude des Nations unies de 2012, la population du Nigeria devrait atteindre 440 millions d'habitants en 2050.
Entre janvier et juin 2017, le Nigeria est le premier pays d'origine des migrants traversant la Méditerranée pour rejoindre l'Europe.

### Religions
Les deux principales religions sont le christianisme et l'islam, selon la dernière enquête démographique et de santé , les musulmans représentent 57% de la population. Le nord du pays est à majorité musulmane tandis que le sud est à majorité chrétienne. L'islam nigérian est majoritairement de théologie acharite, de jurisprudence malikite et de spiritualité soufie tijani. Les chrétiens nigérians sont, pour les trois quarts, protestants évangéliques et, pour un quart, catholiques.
Le nord du pays est principalement peuplé de Haoussas et de Peuls, qui sont majoritairement de confession musulmane. Les autres grands groupes ethniques de cette partie du pays sont les Nupe, Tiv, et les Kanouri. Les Yorubas sont l'ethnie dominante du sud du pays, ils sont musulmans pour un peu plus de la moitié, chrétiens pour environ 30 à 40 %, le reste suivant généralement une religion ancestrale. Enfin le sud-est du pays est dominé par les Igbos majoritairement chrétiens.
Depuis plusieurs années, le Nigeria est le théâtre de tensions religieuses entre musulmans et chrétiens. La secte islamiste Boko Haram, qui a pour objectif de faire appliquer l'interprétation salafiste de la charia dans tout le pays, a mené de nombreuses attaques, essentiellement dans le Nord du Nigeria, qui ont fait des milliers de morts depuis la mi-2009.
Le Nigeria est un pays membre de l'Organisation de la coopération islamique.
Les chiites représentent 2 % de la population et vivent principalement dans la partie nord du pays. Ils font l'objet de persécutions de la part du groupe terroriste islamiste Boko Haram, mais aussi de l'armée nigériane. En décembre 2015, 350 manifestants chiites sont massacrés par l'armée.
Il y aurait encore 5 % d'animistes. En 1986, il y avait encore entre 15 et 20 % d'animistes, et ces derniers étaient surtout concentrés au centre du pays, de l'ouest à l'est du Nigeria, où ils faisaient le tampon, ou la transition, entre les zones majoritairement musulmanes (au nord), et chrétiennes (au sud). Depuis 1986, la population de religion animiste à fortement baissé au Nigeria, de nombreux animistes sont devenus depuis, chrétiens ou musulmans, et la zone « tampon » ou de « transition » a disparu.[réf. nécessaire]
L'influence des Églises évangéliques sur la vie politique et culturelle du Nigeria est si importante que certains chercheurs présentent le pays comme une « république pentecôtiste ». Nombre d'hommes d'affaires et de hauts fonctionnaires sont issus de ce courant, tandis que l'affiliation religieuse devient un critère déterminant lors des recrutements au sein de l'appareil de l’État. En période électorale, les candidats, y compris musulmans, courtisent ces églises. Olusegun Obasanjo s'était tout particulièrement appuyé sur l'électorat évangélique pour revenir au pouvoir en 1999. Cette pénétration par les églises évangéliques de toutes les sphères du pouvoir s'est poursuivie sous les présidences d’Umaru Yar'Adua (2007-2010), de Goodluck Jonathan (2010-2015) et de Muhammadu Buhari (2015-2023).

### Langues

Carte des langues parlées au Nigeria.

Le Nigeria compte un grand nombre de langues. Il est le premier pays d'Afrique en nombre de langues et possède à ce titre une « mégadiversité linguistique » remarquable. Un recensement effectué par SIL International fait état de 529 langues, dont 522 vivantes et 7 éteintes. Aujourd'hui, trois langues africaines ont le statut de langues majeures : le haoussa, le yoruba et l'igbo. Elles sont enseignées dans le système scolaire, où chaque élève doit en apprendre au moins une. Vingt-sept autres langues ont le statut de langues mineures et l’enseignement primaire débute avec une de celles-ci. Le yoruba et l'igbo sont des langues nigéro-congolaises tandis que le haoussa est afro-asiatique. Le kanuri, parlé dans le nord-est, principalement dans l'État de Borno, est quant à lui une langue de la famille nilo-saharienne. Les trois grandes familles de langues africaines sont ainsi présentes dans le pays. Par ailleurs, dans certaines régions du Nigeria, les groupes ethniques parlent plus d'une langue.

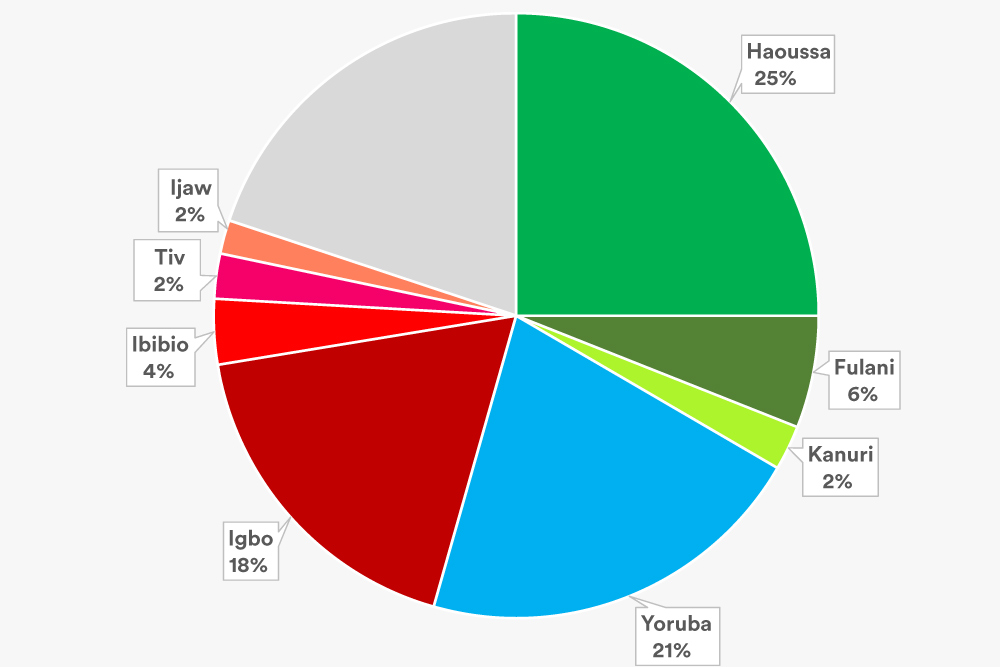
Part des groupes ethniques les plus nombreux ; peuples du nord en vert, peuples du sud-est en rouge, Yoruba en bleu.

La langue officielle du Nigeria, l'anglais, a été choisie pour faciliter l'unité culturelle et linguistique du pays. Ce choix était lié au fait qu'une petite partie de la population nigériane, notamment son élite, parlait anglais à la suite de la colonisation britannique qui a pris fin en 1960. Même si la plupart des groupes ethniques préfèrent communiquer dans leur propre langue, l'anglais est notamment utilisé pour des transactions commerciales et à des fins officielles. L'anglais, cependant, demeure une chasse gardée d'une petite minorité de l'élite urbaine du pays et n'est pas parlé du tout dans certaines zones du pays, dont celles rurales. Jusqu'à très récemment la majorité de la population nigériane vivait dans les zones rurales du pays ; ainsi, les grandes langues de communication au Nigeria restent celles qui sont autochtones. Certains peuples, notamment les Yoruba et les Igbos, possèdent des dérivés des langues standardisées à partir d'un certain nombre de dialectes différents et qui sont largement parlées par ces groupes ethniques. Le pidgin nigérian, souvent appelé simplement « pidgin », broken English ou pidgin English, est quant à lui une lingua franca populaire (un créole à base lexicale anglaise), avec plus ou moins d'influences régionales sur le dialecte et l'argot. Il est largement parlé dans les régions du delta du Niger, principalement dans celles de Warri, Sapele, Port Harcourt, Agenebode, EWU, et Benin City.
En attendant de voir les trois langues majeures africaines du Nigeria occuper une place officielle, l'article 55 de la Constitution indique : « Les affaires du pays sont conduites en anglais ainsi qu’en haoussa, en igbo et en yoruba lorsque des mesures appropriées auront été prises à cet effet ».
Ainsi, l'anglais, bien qu'étant la langue officielle du pays, peut également être considéré comme langue étrangère, car c'est une langue peu maîtrisée par l'ensemble de la population nigériane. La très grande diversité linguistique du pays se révèle être un obstacle à une véritable unité linguistique. De surcroît, le Nigeria est un État anglophone « enclavé » entre des États francophones : le Bénin, le Niger, le Tchad et le Cameroun. De ce fait, les échanges avec ces pays sont importants, d'où l'utilité de propager le français parmi les Nigérians. C'est lors des années 1990 qu'il a été fait état de la volonté du gouvernement fédéral nigérian de franciser le pays en envisageant notamment un enseignement obligatoire du français comme langue vivante, voire l'institution du français comme seconde langue officielle. Le français est ainsi devenu la seconde langue étrangère obligatoire après l'anglais. Le développement du français a néanmoins été freiné à la suite de la mort du général dictateur Sani Abacha, du rapprochement du Nigeria avec les États-Unis, et en raison des difficultés rencontrées (pénurie de professeurs de français, manque d'intérêt de la population, etc.).
En 2014, le pays replace, malgré ces aléas, le développement de ses liens avec la francophonie au cœur de ses ambitions, et le français, restant obligatoire, progresse malgré la pénurie de professeurs. L'environnement francophone est l'un des moteurs de l'enseignement-apprentissage du français au Nigeria. Enfin, la prise de conscience de son importance progresse rapidement dans les classes dirigeantes et les classes moyennes.

## Histoire
Les Noks sont la civilisation dominante du IIIe au VIe siècle, elle diffuse vers les régions d'Ife et du Bénin. Du VIIe au XIe siècle : installation des civilisations Haoussa dans le nord du pays, et Yoruba dans le sud-ouest. L'empire du Kanem (jusqu'au XIVe siècle), puis du Kanem-Bornou (à son apogée au XVIe siècle) auprès du lac Tchad a dominé le nord du Nigeria pendant plus de 600 ans, prospérant sur leur position de terminal pour les échanges nord-sud entre les États musulmans d'Afrique du Nord et les peuples des régions forestières. Au début du XIXe siècle, Ousman dan Fodio a ramené la plupart des régions du nord du pays sous le contrôle d'un empire islamique dirigé depuis Sokoto.
L'Empire d'Oyo du sud-ouest et le Royaume du Bénin du sud-est ont conçu des systèmes politiques élaborés au cours du XVe au XVIIe siècle. Les régions d'Ife et du Bénin sont aussi connues pour leurs productions artistiques en ivoire, bois, bronze et cuivre. En 1486, les Portugais établissent des contacts avec le royaume du Bénin.
En 1553, les Anglais détruisent les vaisseaux portugais et, du XVIIe au XIXe siècle, les marchands européens établissent des ports côtiers pour le florissant trafic d'esclaves en direction des Amériques. Ce commerce a été remplacé par celui des matières premières au cours du XIXe siècle.

### Domination coloniale britannique

#### Colonie de la Couronne de Lagos (à partir de 1861)
La Grande-Bretagne est intervenue dans une lutte de pouvoir au sein de la royauté de Lagos en bombardant Lagos en 1851, en contribuant à la mise en place du docile oba Akitoye et en signant le traité entre la Grande-Bretagne et Lagos le 1er janvier 1852. La Grande-Bretagne a annexé Lagos en tant que colonie de la Couronne en août 1861 par le traité de cession de Lagos. Les missionnaires britanniques étendirent leurs activités et pénétrèrent davantage à l'intérieur du pays. En 1864, Samuel Ajayi Crowther devint le premier évêque africain de l'Église anglicane. En 1885, les prétentions britanniques à une zone d'influence en Afrique de l'Ouest furent reconnues par d'autres États européens lors de la conférence de Berlin. En 1886, la Royal Niger Company fut fondée sous la direction de Sir George Taubman Goldie.

#### Sud du Nigeria (à partir de 1900)
Cette compagnie réussit à soumettre les royaumes indépendants du sud le long du Niger. En 1897, les Britanniques conquirent le Bénin et vainquirent d'autres adversaires lors de la guerre anglo-arabe (1901-1902). La défaite de ces États a ouvert la région du Niger à la domination britannique. En 1900, le territoire de la société fut placé directement sous le contrôle du gouvernement britannique et le protectorat du sud du Nigeria fut établi en tant que protectorat britannique.

#### Nord du Nigeria (à partir de 1903)

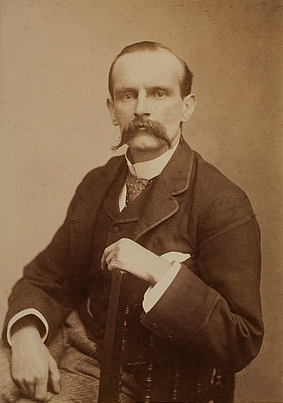
Frederick Lugard, le créateur du Nigeria en tant qu'entité étatique.

En 1902, les Britanniques ont commencé à élaborer des plans pour avancer vers le nord dans le califat de Sokoto. Le général britannique Lord Frederick Lugard a profité des rivalités entre les émirs de la partie sud du califat et l'administration centrale de Sokoto alors qu'il s'approchait de la capitale. Les forces britanniques ont rapidement remporté la victoire. Dans le nord-est, le déclin de l'empire de Borno a donné naissance à l'émirat de Borno contrôlé par les Britanniques, qui a désigné Abubakar Garbai de Borno comme souverain.
En 1903, la victoire britannique à la bataille de Kano a donné aux Britanniques un avantage logistique dans la pacification du cœur du califat de Sokoto et de certaines parties de l'ancien empire de Borno. Le 13 mars 1903, le dernier vizir du califat se soumettait officiellement à la domination britannique. Les Britanniques nommèrent Muhammadu Attahiru II nouveau calife. Lugard conserva le titre de sultan comme position symbolique dans le protectorat nouvellement organisé du nord du Nigeria. Ce vestige fut connu sous le nom de Conseil du sultanat de Sokoto. En juin 1903, les Britanniques vainquirent les troupes restantes d'Attahiru. En 1906, la résistance à la domination britannique avait pris fin.

#### Unification en «colonie de la couronne et protectorat» en 1914, gouverneur Lugard
Le 1er janvier 1914, les Britanniques ont formellement réuni les protectorats du sud du Nigeria et du nord du Nigeria pour former la « colonie de la Couronne et le protectorat du Nigeria ».
Le premier gouverneur du Nigeria fut Frederick Lugard. La plus grande contribution de Lugard à la création du Nigeria moderne fut l'unification réussie du Nord et du Sud. Après l'unification, les deux parties restèrent cependant deux pays séparés avec des administrations distinctes « Bien qu'il ait ainsi visé en premier lieu à mettre les richesses et les installations portuaires du Sud à la disposition du Nord, il avait en fait créé l'unité politique du géant d'Afrique. » L'unification du Nigeria contribua à lui donner des télégraphes, des chemins de fer, des droits de douane et d'accises communs, une Cour suprême, une heure unique, une monnaie commune. et un service public commun. Lugard introduisit ainsi ce qui était nécessaire à l'infrastructure d'un État moderne.
En outre, en créant le Conseil nigérian en 1914, il a jeté les bases d'assemblées législatives continues au Nigeria. Toutefois, le Conseil n'a promulgué des lois que pour le Sud. On pourrait certes qualifier le Conseil de parlement fictif, mais il a ouvert la voie au Conseil législatif des années suivantes.
La politique d'isolement du Nord par rapport au Sud de Lugard, qui a été maintenue par ses successeurs, a contribué à la désunion du Nigeria jusqu'à aujourd'hui. L'exclusion du Nord du Conseil législatif jusqu'en 1947 en est un exemple. Lugard a également été en partie responsable du retard pris par les Nordistes dans le domaine de l'éducation et dans d'autres domaines sociaux. En revanche, les postes d'officiers, dans la mesure où ils n'étaient pas occupés par des Britanniques, étaient exclusivement donnés à des Nigérians du Nord, car ceux-ci étaient considérés comme des « peuples guerriers », conformément à une doctrine ethnique répandue à l'époque et pratiquée en Inde. Sur le plan administratif, le Nigeria restait donc divisé entre le protectorat du Nord, le protectorat du Sud et la colonie de Lagos.
Des missions chrétiennes ont mis en place des établissements d'enseignement occidentaux dans les protectorats. Cependant, en raison de la politique de domination indirecte, les Britanniques n'ont pas encouragé le travail des missions chrétiennes dans la partie nord du pays à majorité musulmane. Certains enfants de l'élite du sud sont allés en Grande-Bretagne pour recevoir une éducation supérieure. Jusqu'à l'indépendance en 1960, les différences régionales en matière d'accès à l'éducation moderne étaient clairement marquées. Cet héritage, bien que moins prononcé, existe encore aujourd'hui. Le déséquilibre entre le Nord et le Sud s'est également exprimé dans la vie politique du Nigeria. Ainsi, l'esclavage n'a été interdit dans le nord du Nigeria qu'en 1936, alors qu'il a été aboli dans d'autres régions du Nigeria vers 1885. Le Califat de Sokoto, au nord du Nigeria, comptait encore entre 1 million et 2,5 millions d'esclaves vers 1900.
En 1939, le gouverneur de l'époque, Bourdillon, a divisé le sud du Nigeria en une province orientale et une province occidentale. Après la Seconde Guerre mondiale, en réponse à la montée du nationalisme nigérian et aux revendications d'indépendance, le gouvernement britannique a introduit plusieurs constitutions qui ont conduit le Nigeria à s'autogérer sur une base représentative et de plus en plus fédérale. En 1954, le Nigeria a obtenu un certain degré d'autonomie.
En janvier 1956, le premier gisement de pétrole du Nigeria, Oloibiri Oilfield, a été découvert dans le sud-est du pays, près de l'embouchure du Niger.

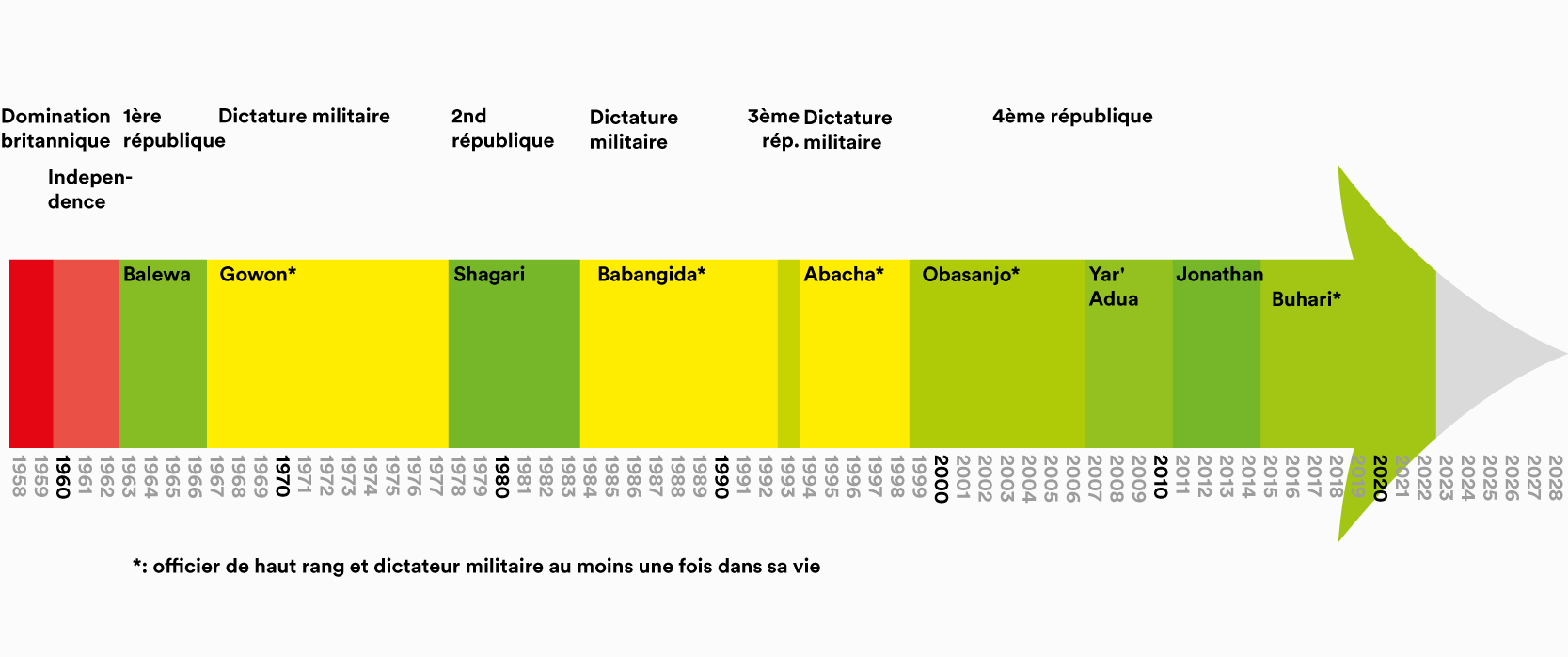
Histoire après 1958 ; rouge : domination britannique, vert : démocratie ; jaune : dictature ; noms : chefs de gouvernement ayant exercé un mandat d'au moins 3 ans.

Depuis 1957, une coalition de tous les partis, composée du NPC, du NCNC et de l'AG, gouvernait sous la direction du Premier ministre Abubakar Tafawa Balewa, qui se présentait modestement et vivait bien. Le Northern People's Congress (NPC), dirigé par Sir Ahmadu Bello, était un parti dominé par les musulmans du nord. Le NCNC était le National Council of Nigeria and the Cameroons, dominé par les Igbo et les chrétiens et dirigé par Nnamdi Azikiwe. AG était le groupe Action, relativement libéral, largement dominé par les Yoruba et dirigé par Obafemi Awolowo. Balewa, Bello et Azikiwe s'entendaient bien et collaboraient efficacement.
À partir de 1958, l'armée nigériane ne recruta plus exclusivement des hommes du nord, comme c'était le cas auparavant, mais de tout le pays. Dans les années qui ont suivi, les nombreux postes occupés par les officiers britanniques sortants ont été occupés principalement par des officiers stagiaires du Sud, car ils étaient généralement mieux formés. Cela s'est heurté aux officiers plus âgés, à qui on avait appris que leur peuple (Haoussa, Fulani, Kanuri) faisait partie des « peuples guerriers » et que les représentants des ethnies Yoruba et Igbo du sud n'auraient pas droit aux postes à pourvoir. En revanche, les jeunes officiers reprochaient aux officiers plus âgés leur rôle dans le système colonial et les soupçonnaient d'une loyauté britannique résiduelle. Ce conflit, ainsi que la découverte de gisements de pétrole dans le sud-est, allaient jouer un rôle essentiel dans la guerre du Biafra.
En 1958, Taiwo Akinkunmi conçoit le drapeau du Nigeria.

### Indépendance et Première république (1960-1966)
Le 1er octobre 1960, le Nigeria a obtenu son indépendance complète du Royaume-Uni sous la forme d'un royaume du Commonwealth : la Fédération du Nigeria. Néanmoins, pour le reste, la continuité a largement prévalu. Le Premier ministre Abubakar Tafawa Balewa, en poste depuis 1957, resta Premier ministre, et la souveraine britannique Élisabeth II resta chef d'État nominal. Le Britannique Sir Christopher Welby-Everard est resté chef d'état-major de l'armée nigériane (jusqu'en 1965). Le président du NCNC, Nnamdi Azikiwe, remplaça le gouverneur général colonial James Wilson Robertson en novembre 1960. Le NPC et le NCNC restèrent des partis de gouvernement, l'AG siégea désormais dans l'opposition.
Le 1er juin 1961, le Nigeria voit une partie du Cameroun britannique (le Cameroun septentrional) intégrée à son territoire à l'issue d'un référendum. L'autre partie du Cameroun britannique (le Cameroun méridional) se rattache au Cameroun. La péninsule de Bakassi reste contestée.
En 1963, le Nigeria se dote d'une nouvelle constitution. Le Nigeria devint une république. Le système de gouvernement britannique fut maintenu, de sorte que les pouvoirs du président étaient surtout de nature cérémonielle. Abubakar Tafawa Balewa resta Premier ministre et le gouverneur de la reine britannique Nnamdi Azikiwe devint président[réf. nécessaire].
Comme le nouveau gouvernement républicain, tout comme le gouvernement colonial britannique auparavant, rejetait leurs demandes de participation politique, certaines minorités ethniques s'opposèrent à la discrimination politique. Ainsi, en 1964, l'oppression des Tiv chrétiens dans le nord du Nigeria, dominé par les Haoussa-Fulbe musulmans, qui s'est notamment manifestée par une perception des impôts défavorable aux Tiv, a débouché sur des émeutes qui ont fait jusqu'à 4 000 morts,.

### Un cycle de coups d'État
Le déséquilibre et la corruption perçue du processus électoral et politique ont conduit à deux coups d'État militaires en 1966. Le premier coup d'État, en janvier 1966, a été mené principalement par des soldats sous les ordres des majors Emmanuel Ifeajuna (de la tribu Igbo), Chukwuma Kaduna Nzeogwu (nordiste d'origine orientale) et Adewale Ademoyega. Les putschistes parviennent à assassiner Sir Ahmadu Bello et Abubakar Tafawa Balewa, ainsi que d'éminents dirigeants de la région du Nord et le Premier ministre Samuel Akintola de la région de l'Ouest, mais ils peinent à former un gouvernement central. Le président du Sénat, Nwafor Orizu, a confié le contrôle du gouvernement à l'armée, sous le commandement d'un autre officier igbo, le général Johnson Aguiyi-Ironsi. Plus tard, le contre-coup d'État de 1966, soutenu principalement par des officiers militaires du Nord, a facilité l'accession de Yakubu Gowon à la tête de l'État militaire. La tension monte entre le nord et le sud ; les Igbos des villes du nord sont persécutés et beaucoup fuient vers la région orientale.

### Guerre civile
En mai 1967, le gouverneur de la région de l'Est, le lieutenant-colonel Emeka Ojukwu, a déclaré que la région était indépendante de la fédération en tant qu'État appelé République du Biafra, en raison des attaques continues et systématiquement planifiées contre les Igbos et ceux de l'Est, populairement connues sous le nom de pogroms de 1966,. Cette déclaration a précipité la guerre civile nigériane, qui a commencé lorsque le côté officiel du gouvernement nigérian a attaqué le Biafra le 6 juillet 1967, à Garkem. La guerre de 30 mois, avec un long siège du Biafra et son isolement du commerce et des approvisionnements, s'est terminée en janvier 1970. Les estimations du nombre de morts dans l'ancienne région de l'Est pendant la guerre civile de 30 mois vont de un à trois millions. La France, l'Égypte, l'Union soviétique, la Grande-Bretagne, Israël et d'autres étaient profondément impliqués dans la guerre civile dans les coulisses. La Grande-Bretagne et l'Union soviétique étaient les principaux soutiens militaires du gouvernement nigérian, le Nigeria utilisant le soutien aérien des pilotes égyptiens fournis par Gamal Abdel Nasser,, tandis que la France et Israël aidaient les Biafrais. Le gouvernement congolais, sous la direction du président Joseph-Désiré Mobutu, a pris très tôt position sur la sécession du Biafra, exprimant un fort soutien au gouvernement fédéral nigérian et déployant des milliers de troupes pour combattre les sécessionnistes,.

### Dictature Gowon (1966-1975)
Après la guerre, le Nigeria a connu un boom pétrolier dans les années 1970, au cours duquel le pays a rejoint l'OPEP et a reçu d'énormes revenus pétroliers. Malgré ces revenus, le gouvernement militaire a peu fait pour améliorer le niveau de vie de la population, aider les petites et moyennes entreprises ou investir dans les infrastructures. Comme les revenus pétroliers ont alimenté l'augmentation des subventions fédérales aux États, le gouvernement fédéral est devenu le centre de luttes politiques. Au fur et à mesure que la production et les recettes pétrolières augmentaient, le gouvernement nigérian est devenu de plus en plus dépendant des recettes pétrolières et des marchés internationaux de matières premières pour ses dépenses budgétaires et ses programmes économiques.

### Coup et contre-coup à nouveau
Le coup d'État de juillet 1975, mené par les généraux Shehu Musa Yar'Adua et Joseph Garba, a évincé Gowon, qui s'est enfui en Grande-Bretagne. Les putschistes voulaient remplacer le régime autocratique de Gowon par un triumvirat de trois généraux de brigade dont les décisions pouvaient être soumises au veto d'un Conseil militaire suprême. Pour ce triumvirat, ils ont convaincu le général Murtala Muhammed de devenir chef d'État militaire, avec le général Olusegun Obasanjo comme second, et le général Theophilus Danjuma comme troisième. Ensemble, le triumvirat a introduit des mesures d'austérité pour endiguer l'inflation, a créé un Bureau d'enquête sur les pratiques de corruption, a remplacé tous les gouverneurs militaires par de nouveaux officiers, et a lancé l'opération « Bois mort » par laquelle ils ont licencié 11 000 fonctionnaires.
Le colonel Buka Suka Dimka a lancé une tentative de coup d'État en février 1976, au cours de laquelle le général Murtala Muhammed a été assassiné. Dimka ne bénéficiait pas d'un large soutien de la part des militaires et son coup d'État a échoué, ce qui l'a contraint à prendre la fuite. Après la tentative de coup d'État, le général Olusegun Obasanjo a été nommé chef d'État militaire. Conscient du danger d'aliéner les Nigérians du nord, Obasanjo a fait appel au général Shehu Yar'Adua pour le remplacer et le seconder en tant que chef d'état-major du quartier général suprême ; le triumvirat militaire, avec Obasanjo comme chef d'État et le général Theophilus Danjuma comme chef d'état-major de l'armée, a été complété par les trois hommes qui ont rétabli le contrôle du régime militaire et organisé le programme de transfert de pouvoir de l'armée : la création d'États et la délimitation nationale, les réformes du gouvernement local et le comité de rédaction de la constitution pour une nouvelle république.

### Deuxième république (1979-1983)

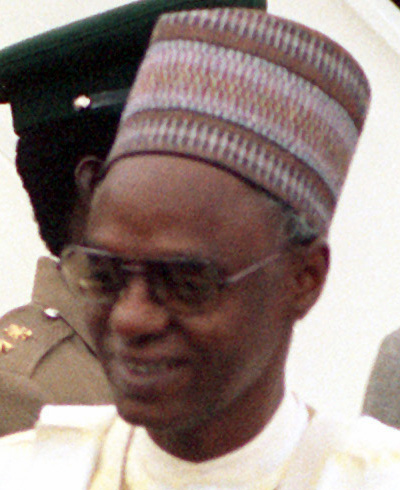
Shehu Shagari, président du Nigéria (1979-1983).

En 1977, une assemblée constituante est élue pour rédiger une nouvelle constitution, qui est publiée le 21 septembre 1978, date à laquelle l'interdiction de l'activité politique est levée. Les militaires ont soigneusement planifié le retour à un régime civil en mettant en place des mesures visant à garantir que les partis politiques bénéficient d'un soutien plus large que celui dont ils avaient bénéficié pendant la première république. En 1979, cinq partis politiques se sont affrontés dans une série d'élections au cours desquelles Alhaji Shehu Shagari, du Parti national du Nigeria (NPN), a été élu président. Les cinq partis ont obtenu une représentation à l'Assemblée nationale. Le 1er octobre 1979, Shehu Shagari a prêté serment en tant que premier président et commandant en chef de la République fédérale du Nigeria. Obasanjo a transféré pacifiquement le pouvoir à Shagari, devenant ainsi le premier chef d'État de l'histoire du Nigeria à se retirer volontairement.
Le gouvernement Shagari est considéré comme corrompu par pratiquement toutes les composantes de la société nigériane. En 1983, les inspecteurs de la société d'État Nigérian National Petroleum Corporation ont commencé à remarquer « le lent empoisonnement des eaux de ce pays », En août 1983, Shagari et le NPN ont été reconduits au pouvoir par une victoire écrasante, avec une majorité de sièges à l'Assemblée nationale et le contrôle des gouvernements de douze États. Mais les élections ont été entachées de violence, et des allégations de fraude et de malversations électorales généralisées ont conduit à des batailles juridiques autour des résultats. Il y avait également des incertitudes, comme dans la première république, quant à l'incapacité des dirigeants politiques à assurer une bonne gouvernance du pays.

### Coup d'État 1983, Dictature Buhari, Coup d'État 1985 et Dictature Babangida (1985 - 1992)
Le coup d'État militaire de 1983 a eu lieu la veille du nouvel an de cette année-là. Il a été coordonné par des officiers clés de l'armée nigériane et a conduit au renversement du gouvernement et à l'installation du major général Muhammadu Buhari à la tête de l'État. Le coup d'État militaire de Muhammadu Buhari peu après la réélection du régime en 1984 a été généralement considéré comme un développement positif. Buhari a promis des réformes majeures, mais son gouvernement n'a guère mieux réussi que son prédécesseur. Le général Buhari a été renversé en 1985 par un coup d'État militaire mené par le général Ibrahim Babangida, qui a créé le Conseil de gouvernement des forces armées et est devenu président militaire et commandant en chef des forces armées. En 1986, il a créé le Bureau politique nigérian qui a fait des recommandations pour la transition vers la troisième République nigériane. En 1989, Babangida commence à élaborer des plans pour la transition vers la Troisième République nigériane. Babangida a survécu à la tentative de coup d'État nigérian de 1990, puis a reporté à 1992 le retour promis à la démocratie.

### Éphémère Troisième république (1992-1993)
Il légalise la formation des partis politiques et forme le bipartisme avec le Parti social-démocrate et la Convention républicaine nationale avant les élections générales de 1992. Il exhorte tous les Nigérians à rejoindre l'un ou l'autre de ces partis, que le chef Bola Ige qualifie de « deux mains lépreuses ». Le bipartisme avait été une recommandation du Bureau politique. Après un recensement, la Commission électorale nationale a annoncé, le 24 janvier 1992, que les deux élections législatives à une Assemblée nationale bicamérale et une élection présidentielle auraient lieu plus tard dans l'année. Le processus adopté préconisait que tout candidat devait passer par l'adoption pour tous les postes électifs du gouvernement local, du gouvernement de l'État et du gouvernement fédéral.
L'élection présidentielle de 1993, qui s'est tenue le 12 juin, était la première depuis le coup d'État militaire de 1983. Les résultats, bien que non déclarés officiellement par la Commission électorale nationale, ont montré que le duo Moshood Abiola et Baba Gana Kingibe du Parti social-démocrate a battu Bashir Tofa et Sylvester Ugoh de la Convention républicaine nationale par plus de 2,3 millions de voix. Cependant, Babangida a annulé les élections, ce qui a entraîné des protestations massives de la part de la population civile, qui ont paralysé le pays pendant des semaines. En août 1993, Babangida a finalement tenu sa promesse de céder le pouvoir à un gouvernement civil, mais pas avant d'avoir nommé Ernest Shonekan à la tête du gouvernement national intérimaire. Le régime de Babangida a été considéré comme le plus corrompu et responsable de la création d'une culture de la corruption au Nigeria.

### Coup d'État 1993 et dictature Abacha (1993-1998)
Le gouvernement intérimaire de Shonekan, le plus court de l'histoire politique du pays, a été renversé par le coup d'État de 1993 dirigé par le général Sani Abacha, qui a utilisé la force militaire à grande échelle pour réprimer l'agitation civile persistante.
En 1995, le gouvernement a pendu l'écologiste Ken Saro-Wiwa sur la base d'accusations forgées de toutes pièces dans la mort de quatre anciens Ogoni. Ce qui a entraîné la suspension du Nigeria du Commonwealth. Les procès intentés en vertu de l'Alien Tort Statute américain contre Royal Dutch Shell et Brian Anderson, le chef des opérations de Shell au Nigeria, se sont réglés à l'amiable, Shell continuant à nier toute responsabilité. Plusieurs centaines de millions de dollars dans des comptes remontant à Abacha ont été découverts en 1999. Le régime a pris fin en 1998 lorsque le dictateur est mort dans la villa. Il a pillé de l'argent sur des comptes offshore dans des banques d'Europe occidentale et a déjoué des complots de coup d'État en arrêtant et en soudoyant des généraux et des politiciens. Son successeur, le général Abdulsalami Abubakar, a adopté une nouvelle constitution le 5 mai 1999, qui prévoyait des élections multipartites.

### Quatrième république (1999-présent)
Le dictateur Abacha est mort en 1998 dans des circonstances indignes lors d'une « fête ». Son successeur, Abdulsalami Abubakar, adopte le 5 mai 1999 une constitution rédigée dix ans plus tôt et qui prévoit des élections libres avec plusieurs partis.

#### L'ère Obasanjo (1999 à 2007)

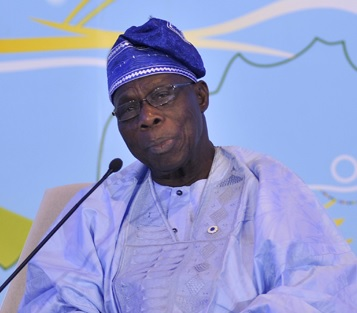
Olusegun Obasanjo, président du Nigeria (1999-2007).

Le 29 mai 1999, M. Abubakar a remis le pouvoir au vainqueur de l'élection présidentielle de 1999, le général Olusegun Obasanjo, ancien chef militaire, en tant que président du Nigeria. Obasanjo avait été emprisonné sous le dictateur Abacha. L'élection d'Obasanjo a marqué le début de la Quatrième République nigériane, qui dure jusqu'à aujourd'hui (2022), mettant ainsi fin à une période de trente-neuf ans de démocraties éphémères, de coups d'État militaires et de contre-coups.
Premier mandat
Pendant son premier mandat, les libertés des Nigérians ont augmenté ; la liberté de la presse a permis de critiquer le président pour la première fois.
Au cours des premiers mois de sa présidence, Obasanjo a mis à la retraite environ 200 officiers militaires, dont les 93 qui occupaient des fonctions politiques, rendant ainsi moins probable un coup d'État par des officiers expérimentés. Il a également déplacé le ministère de la Défense de Lagos à Abuja et a fait en sorte qu'il soit placé sous le contrôle plus direct du gouvernement.
Obasanjo a été réélu en 2003 lors d'une élection turbulente avec de violents sous-entendus ethniques et religieux.
Second mandat
Le 12 juin 2006, il a signé l'accord de Greentree avec le président camerounais Paul Biya, mettant officiellement fin au différend frontalier sur la péninsule de Bakassi,. Même lorsque le Sénat nigérian a adopté une résolution déclarant illégal le retrait des troupes nigérianes de la péninsule de Bakassi, Obasanjo a donné l'ordre de le poursuivre comme prévu.
Au cours de son second mandat, Obasanjo a veillé à l'expansion de la police nigériane. La violence ethnique pour le contrôle de la région pétrolifère du delta du Niger et une insurrection dans le nord-est ont continué. Les conflits entre musulmans et chrétiens dans l'État du Plateau ont incité Obasanjo à déclarer l'état d'urgence en mai 2004, à suspendre le gouvernement de l'État et à installer un gouvernement militaire de six mois.
Obasanjo a également pu réparer en grande partie les dommages diplomatiques de la dictature d'Abacha grâce à une politique étrangère active (par exemple, en étant réadmis au Commonwealth).
Projet pour un troisième mandat
Obasanjo a tenté de modifier la constitution pour lui permettre de briguer un troisième mandat – un processus qui annonce souvent la transition vers une autre dictature dans d'autres pays africains de la région. Cela a entraîné des tensions avec le parlement et avec le vice-président. Une autobiographie de Condoleezza Rice affirme que le président américain de l'époque, George W. Bush, a finalement convaincu Obasanjo d'abandonner ces plans,.
Conclusion
Bien que les élections qui ont porté Obasanjo au pouvoir et lui ont permis de briguer un second mandat lors de l'élection présidentielle de 2003 aient été condamnées comme étant non libres et injustes, le Nigeria a fait des progrès significatifs en matière de démocratisation sous Obasanjo. Le fait que le parlement ait pu refuser avec succès au président un troisième mandat, malgré son influence sur l'armée et les forces de sécurité, témoigne du renforcement du parlementarisme au Nigeria après 2000.
La structure fédéraliste de la Constitution de 1999, avec 37 États fédéraux de taille à peu près égale, un Sénat avec trois sénateurs de chaque État, ainsi qu'une minorité de blocage d'au moins 13 États lors de l'élection présidentielle, doit être considérée comme un coup de chance au vu des nombreuses ethnies et des divisions religieuses du pays. Depuis, chaque candidat à la présidence a souligné, dans son propre intérêt, qu'il ne représentait pas seulement sa propre ethnie / religion, mais tous les Nigérians.

#### L'ère Yar'Adua (2007 à 2010)

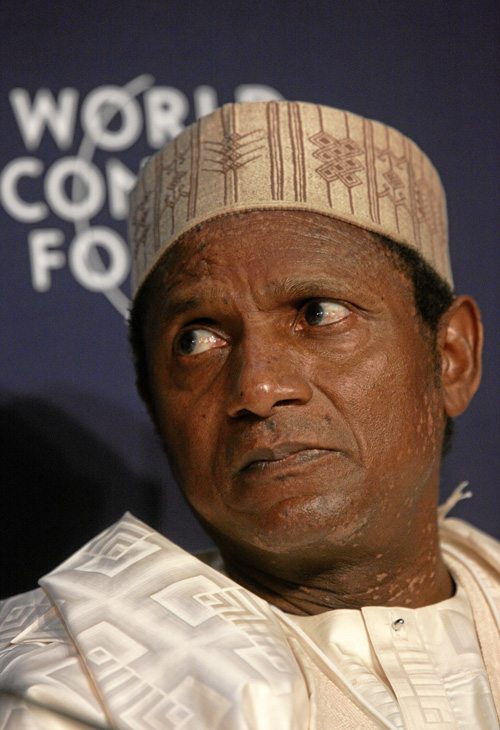
Yar'Adua, président du Nigeria (2007-2010).

Lors des élections générales de 2007, Umaru Yar'Adua, du Parti démocratique populaire, est arrivé au pouvoir. La communauté internationale, qui avait observé les élections nigérianes pour promouvoir un processus libre et équitable, a condamné ces élections comme étant gravement entachées d'irrégularités . Le président sortant Olusegun Obasanjo a reconnu la fraude et d'autres "lacunes" dans les élections, mais a déclaré que le résultat était conforme aux sondages d'opinion. Lors d'une allocution télévisée nationale en 2007, il a ajouté que si les Nigérians n'appréciaient pas la victoire de son successeur trié sur le volet, ils avaient la possibilité de voter à nouveau dans quatre ans. L'état de santé de Yar'Adua rendrait bientôt cette option inutile.
Dans le delta du Niger d'où sont extraits les hydrocarbures, les Ijaws se sont soulevés contre le gouvernement qu'ils accusaient de connivence dans la pollution de l'environnement. En 2009, des affrontements ont eu lieu entre le MEND, mouvement d'émancipation du delta du Niger, et les forces gouvernementales. Par ailleurs, les Ogonis, minorité vivant dans le delta du Niger, se sont opposés à Shell en raison de l'exploitation du pétrole sur leur territoire sans contrepartie pour eux.

#### L'ère Jonathan (2010 à 2015)

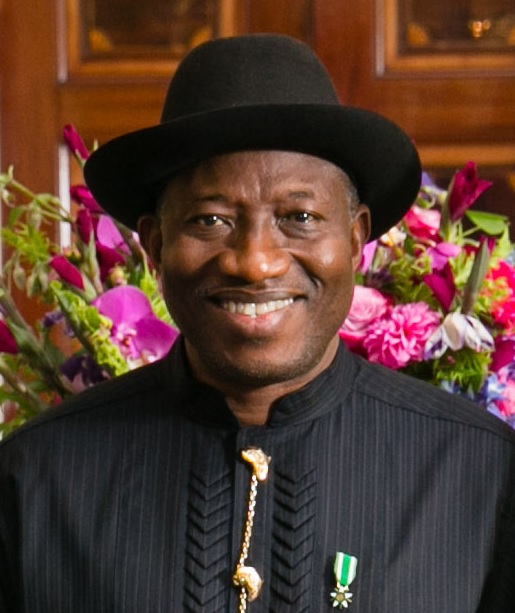
Goodluck Jonathan, président du Nigeria (2010-2015).

Yar'Adua est décédé le 5 mai 2010, et le vice-président Goodluck Jonathan avait prêté serment trois mois plus tôt pour succéder à Yar'Adua, gravement malade et soigné à l'étranger,. Jonathan a remporté l'élection présidentielle de 2011 et les médias internationaux ont rapporté que, contrairement aux élections précédentes, les scrutins se sont déroulés sans heurts et avec relativement peu de violence ou de fraude électorale. Le mandat de Jonathan comprend la lutte réussie contre Ebola et une reprise économique qui a fait du Nigeria la première puissance économique d'Afrique,.
La promotion par l'administration Jonathan de productions cinématographiques de haute qualité a créé au Nigeria sa propre industrie cinématographique à succès commercial (Nollywood), qui ne peut être comparée qu'aux États-Unis (Hollywood) et à l'Inde (Bollywood).
En revanche, la vague de terreur de Boko Haram, qui a enlevé 200 écolières à Chibok en 2014 et mis en évidence l'impuissance de l'État nigérian (une centaine de ces jeunes filles sont toujours portées disparues en 2022), est un revers de médaille.
Alors que l'homosexualité était déjà sévèrement réprimée au Nigeria, une loi a été votée en 2013 à l’unanimité des parlementaires nigérians punissant de dix ans de prison les personnes affichant publiquement une relation homosexuelle et de quatorze ans de prison celles se mariant avec une personne de même sexe. Cette loi a été promulguée en 2014.
Mais surtout, le mandat de Jonathan est synonyme de détournement de fonds publics. 20 milliards de dollars américains auraient ainsi été perdus pour l'État nigérian. Le niveau élevé de corruption a été un facteur déterminant lors de l'élection présidentielle de 2015, au cours de laquelle l'« homme propre » Muhammadu Buhari a remplacé le président sortant Jonathan, qui se représentait. Il s'agit (à la date de 2022) du seul cas dans la Quatrième République où les électeurs nigérians ont refusé de réélire un président sortant. Le parti de Jonathan, le PDP, a perdu le pouvoir après seize ans de gouvernement. On peut au moins dire de Jonathan qu'il a concédé sa défaite,.

#### Gouvernement de Buhari (2015-2023)

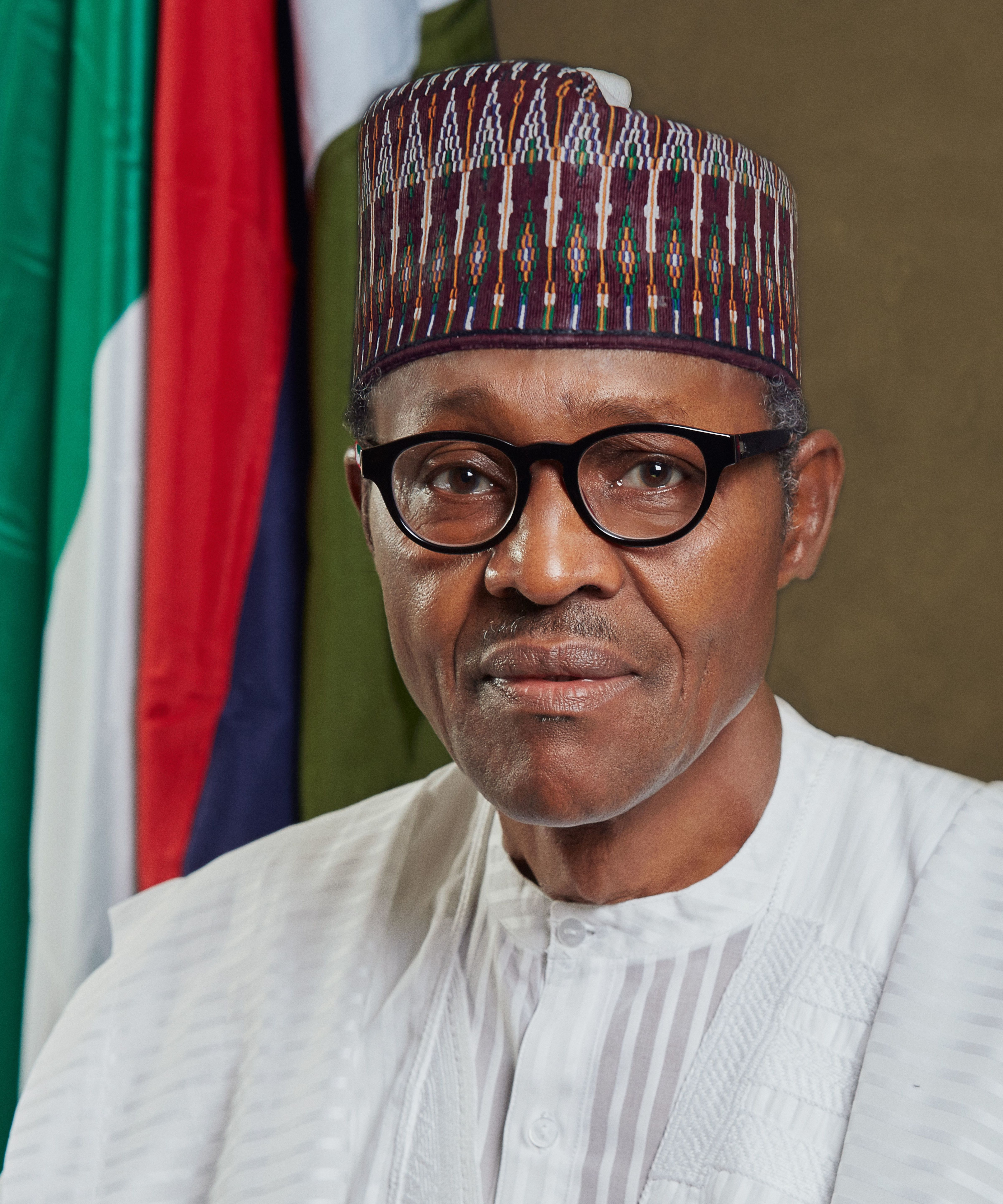
Muhammadu Buhari, président du Nigeria (2015-2023).

Muhammadu Buhari est le troisième président de la IVe République à entretenir des liens étroits avec l'armée - il a été général et dictateur militaire de 1983 à 1985. Son parti, les "All Progressives", était né peu avant son élection en 2015 d'une fusion de quatre partis d'opposition. L'élection, qui a vu la victoire de Buhari, alors âgé de 72 ans, à sa quatrième tentative, a été qualifiée d'équitable par les observateurs. En 2019, Buhari a été élu pour un second et donc dernier mandat. Les progressistes sont restés le parti au pouvoir jusqu'à aujourd'hui (janvier 2023). Au cours des deux mandats de Buhari, ils ont pu augmenter progressivement le nombre de leurs députés, sénateurs et gouverneurs. L'ère Buhari est marquée (en janvier 2023) par une politique structurelle dynamique, une diversification économique, des succès contre Boko Haram et une diminution de la perception de la corruption, mais aussi par une augmentation rapide de la criminalité armée et des violences policières.
Parmi les mesures de Buhari contre la corruption promises lors des élections de 2015 figure la suspension du juge en chef du Nigeria, Walter Onnoghen (en). Une enquête du Code of Conduct Bureau (CCB, une sorte de conseil d'éthique) et des dénonciations d'une initiative citoyenne avaient révélé qu'Onnoghen détenait des comptes secrets et ne déclarait pas les revenus qui y étaient perçus. Après ne pas s'être présenté à deux convocations du CCB en janvier 2019, Onnoghen a été mis à pied par Buhari. Onnoghen a anticipé une destitution par le Sénat nigérian en démissionnant. - Comme la corruption se déroule dans l'ombre et qu'elle est un sujet chargé d'émotions, il est difficile de l'évaluer objectivement. Cependant, contrairement aux élections de 2015, les Nigérians ne considèrent plus la corruption comme le sujet politique le plus important dans les sondages de 2022, mais la placent derrière la "lutte contre la criminalité", "l'économie" et "l'approvisionnement en électricité".

L'administration Buhari a rénové et construit des routes,, des ports, des ponts et des voies ferrées comme aucun autre gouvernement de la IVe République ne l'avait fait auparavant. Il convient de souligner ici la construction et l'exploitation rentable du chemin de fer à voie normale Lagos-Ibadan depuis mai 2021, ainsi que le deuxième pont sur le Niger près d'Onitsha (en) et le port à conteneurs Super-Post-Panamax de Lekki, tous deux achevés en décembre 2022. En ce qui concerne les matières premières telles que le pétrole et le riz, l'administration Buhari a réussi à attirer ou à installer des industries de transformation (par exemple, la raffinerie Dangote, la rizerie d'Imota). Les grands entrepreneurs nigérians comme Aliko Dangote (ciment), Innocent Chukwuma (Innoson, construction automobile) et Stella C. Okoli (Emzor Pharma) n'apportent plus leur fortune à l'étranger, mais l'investissent dans leur propre pays. Dans un premier temps, la plupart des améliorations structurelles ont été financées et mises en œuvre sous forme de projet PPP dans le cadre de l'engagement accru de la république populaire de Chine en Afrique, par le biais des entreprises d'État CCECC ou CHEC, tandis que les pays occidentaux ne participaient guère à de tels projets. Cependant, lorsque les négociations sino-nigérianes sur d'autres projets ont échoué en 2021, le ministre de la Construction Fashola a pu rapidement régler le financement de deux nouveaux projets ferroviaires via la banque britannique Standard Chartered.

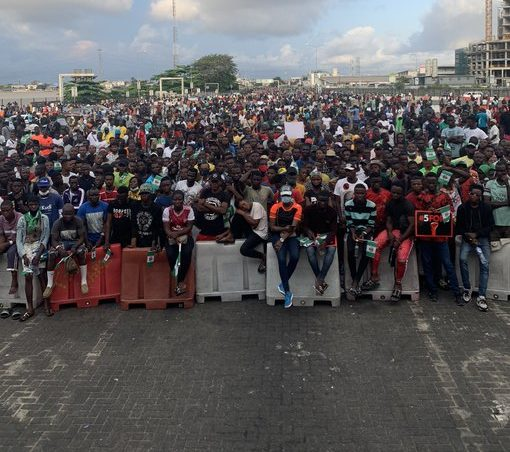
Manifestation au Tollgate de Lekki, 2020.

En novembre 2022, le Département d'État américain a retiré le Nigeria (et l'Inde) de la liste des « États voyous », CPC (Countries of Particular Concern), malgré les protestations de l'U.S. Commission on International Religious Freedom (USCIRF), une organisation chrétienne conservatrice, en raison des agressions commises par des criminels contre des missionnaires chrétiens dans le nord islamique du Nigeria. Le Nigeria avait été ajouté à cette liste en 2018 par l'ancien président Trump ou son secrétaire d'État Tillerson, avec un choix de mots qui ne peut être cité ici.
Les attaques de Boko Haram ont des répercussions humaines (37 530 morts au Nigeria et plus de 2 millions de déplacés) et économiques, dont en premier lieu une pénurie alimentaire. Pris en otages le 6 juin 2020, cinq humanitaires nigérians, dont un employé de l’ONG française Action contre la faim (ACF), sont tués par les djihadistes lors de combats contre Boko Haram. Des combattants affiliés au groupe État islamique en Afrique de l’Ouest (Iswap) ont mis en ligne une vidéo montrant l’assassinat des cinq hommes. La situation sécuritaire s'est légèrement détendue en 2022, lorsque Boko Haram, dont les milices ont terrorisé le nord du Nigeria pendant des années et dévasté des régions entières, s'est en grande partie démantelé. 40 000 combattants de Boko Haram se sont rendus.
Comme une réponse nigériane au mouvement américain Black Lives Matter, en 2020, principalement des jeunes Nigérians ont protesté contre les attaques de la police. La Special Anti-Robbery Squad (SARS) a été particulièrement critiquée. Cependant, lors d'une manifestation en octobre 2020, les forces de sécurité ont tiré sur des dizaines de personnes. Le gouvernement a dissous l'unité et a promis d'améliorer les conditions,. Les enregistrements vidéo réalisés par les participants à la manifestation avec leurs smartphones ont joué un rôle central dans la révélation de la tragédie, de même que la couverture médiatique de la chaîne d'information CNN. Le groupe de jeunes Nigérians urbains et compétents en matière de numérique ne soutiendrait plus les progressistes lors de la campagne présidentielle de 2023, mais constituerait le noyau de l'entourage du candidat surprise Peter Obi.

#### Élection présidentielle de 2023
Pour la première fois dans la IVe République, trois candidats prometteurs se sont affrontés lors de l'élection présidentielle du  25 février 2023. Le président sortant Muhammadu Buhari n'a pas pu se représenter en raison des dispositions constitutionnelles (Constitution 1999) limitant à deux le nombre de mandats présidentiels. Son parti, le All Progressives Congress (APC), a ensuite nommé Bola Tinubu, tandis que le principal parti d'opposition, le Peoples Democratic Party (PDP), a reconduit Atiku Abubakar comme son candidat. Toutefois, la montée en popularité de Peter Obi, candidat du Parti travailliste, a également joué un rôle significatif dans le paysage politique. Par ailleurs, pour la première fois dans la IV. République, aucun officier ou ancien dirigeant militaire n'a été candidat à la présidence. Peter Obi, anciennement gouverneur de l'État d'Anambra, était largement en tête des sondages d'opinion (en octobre 2022),. Il a attiré principalement les électeurs jeunes et urbains et a son noyau dans le Sud-Est. Ces élections ont vu dix-huit candidats se disputer la présidence. En même temps que les élections législatives et sénatoriales pour désigner le président et le vice-président du Nigeria.
Le thème principal de l'élection est la criminalité armée. Selon un sondage réalisé par le journal en ligne nigérian Premium Times, 42 % des Nigérians estiment que le prochain président devrait se concentrer sur la situation sécuritaire menaçante. 30 % estiment que l'économie est le sujet le plus important, 14 % l'approvisionnement en électricité et 13 % la corruption.
Selon un sondage réalisé par l'African Polling Institute (API) en août 2022, 67 % des Nigérians estiment que l'appartenance religieuse du prochain président (musulman / chrétien) ne joue aucun rôle dans leur propre choix électoral. 82 % des Nigérians sont favorables à ce que le prochain président et son vice-président soient de religions différentes ("ticket mixte") Il est à noter qu'un ticket exclusivement musulman (président et vice-président musulmans) est rejeté par plus de 89 % des personnes interrogées, même dans le nord musulman.
Malgré le résultat de l'élection remportée par Bola Tinubu au premier tour avec un peu plus de 36 % des suffrages exprimés, les résultats ont été contestés par l'opposition. Des allégations de fraude et d'irrégularités ont été soulevées, conduisant à une bataille juridique devant le tribunal nigérian.
La Cour d'appel d'Abuja a fait l'objet d'intenses débats, les partis d'opposition contestant la validité des résultats des élections. S'ensuivent des mois de procédures, avec des protestations et des tensions palpables dans le pays.
Le 6 septembre, la Cour d'appel s'est prononcée en faveur de Bola Tinubu, rejetant toutes les requêtes de l'opposition et confirmant sa victoire à l'élection présidentielle.
| Année d'élection | Part de votes PDP | Candidat | Part de votes AD-APP/ ANPP/ CPC/APC | Candidat | Part de votes Autres | Candidat |
| ---------------- | ----------------- | -------- | ----------------------------------- | -------- | -------------------- | -------- |
| 1999             | 62,78 %           | Obasanjo | 37,22 %                             | Shinkafi | 0,00 %               |          |
| 2003             | 61,94 %           | Obasanjo | 32,19 %                             | Buhari   | 5,87 %               |          |
| 2007             | 69,60 %           | Yar'Adua | 18,66 %                             | Buhari   | 11,74 %              | Abubakar |
| 2011             | 58,87 %           | Jonathan | 31,97 %                             | Buhari   | 9,16 %               | Ribadu   |
| 2015             | 44,96 %           | Jonathan | 53,96 %                             | Buhari   | 1,08 %               |          |
| 2019             | 41,20 %           | Abubakar | 55,60 %                             | Buhari   | 3,20 %               |          |
| 2023             | 29,07 %           | Abubakar | 36,61 %                             | Tinubu   | 25,40 %              | Obi      |

## Politique

### Système politique
Le Nigeria est un État fédéral composé de trente-six États et dont la capitale, Abuja, est une entité autonome. Conformément à la Constitution de 1989, rédigée sur le modèle américain, mais qui n'est entrée en vigueur que le 17 mai 1999, le Nigeria dispose d'un système de gouvernement présidentiel avec un Sénat (109 sénateurs : trois sénateurs pour chaque État et un sénateur pour Abuja) et une Chambre des représentants (360 députés). En outre, la Constitution garantit le multipartisme et des élections quadriennales pour la présidence, du Sénat et la Chambre des représentants). Le président dispose de pouvoirs étendus et est à la fois le chef de l'État, le chef du gouvernement et le commandant en chef de l'armée. Le vice-président le remplace sans élection en cas de décès ou de démission du président. Comme aux États-Unis, le président ne peut effectuer que deux mandats.
Les gouverneurs des différents États sont, comme le président, élus pour quatre ans et ne peuvent siéger que pendant deux mandats au maximum.

### Partis politiques
En 2022, Le Sénat et la Chambre des représentants du Nigeria sont dominés par trois partis. 

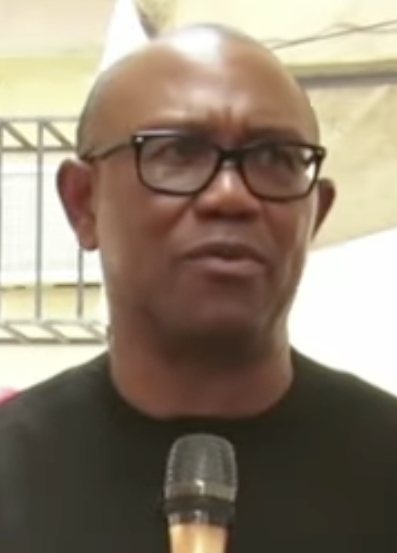
Le candidat du parti travailliste Peter Obi.

Le People's Democratic Party (PDP) a été le parti au pouvoir pendant les 16 premières années de la IVe République. Il s'efforce d'améliorer son image négative de l'ère Jonathan avant les élections anti-corruption de 2015. Pour ce faire, le candidat principal Abubakar semble devoir se confronter davantage aux gouverneurs de province de son propre parti (surtout le gouverneur Wike), qui ont des idées bien arrêtées, qu'à son adversaire politique,.
Le All Progressives Congress est un regroupement de petits partis néolibéraux qui s'est formé contre le président Jonathan, considéré comme corrompu. Les progressistes ont porté Muhammadu Buhari à la présidence en 2015, puis Bola Tinubu en 2023 et sont depuis lors le parti au pouvoir.
Si le parti travailliste a joué un rôle important de la Ire à la IIIe République, il a été jusqu'à présent un outsider sous la IVe République. Lors de l'élection présidentielle de 2023, le candidat travailliste, Peter Obi finit à la troisième place avec un large soutien populaire. Le jour de la fête nationale, le 1er octobre 2022, le meeting électoral du Labour à Lagos a pu annoncer 4 millions de participants. Des "million marches" ont également eu lieu dans une douzaine d'autres villes comme Aba, Kaduna et Asaba.
Premier candidat présidentiel prometteur, Obi, qui appartient à l'ethnie igbo, défavorisée depuis la guerre du Biafra, sait néanmoins trouver des majorités en dehors des États igbo. Cela peut être compris comme un affaiblissement progressif de l'identification des électeurs avec leur propre groupe ethnique et un renforcement de leur identité en tant que Nigérians.

### Diplomatie
Le Nigeria reste l'un des pays pilotes et phares de la CEDEAO : il a envoyé des soldats au Liberia et en Sierra Leone, et a proposé son aide pour résoudre de nombreuses crises. Récemment, il a proposé l'envoi de soldats pour résoudre le problème de la crise de la partition du Mali, où dans le nord de ce pays un mouvement fondamentaliste islamique avait tenté d'instaurer un État islamique indépendant. Le Nigeria est lui-même confronté à la secte islamique Boko Haram qui souhaite la partition du Nigeria, ce qui explique la forte implication de ce dernier au sein de la CEDEAO, sans pour autant que la langue soit une barrière.
En 2022, le Nigeria adhère au G4 de l'Union africaine avec l'Afrique du Sud, l'Éthiopie, et l'Algérie.

### Sécurité

#### Militaire

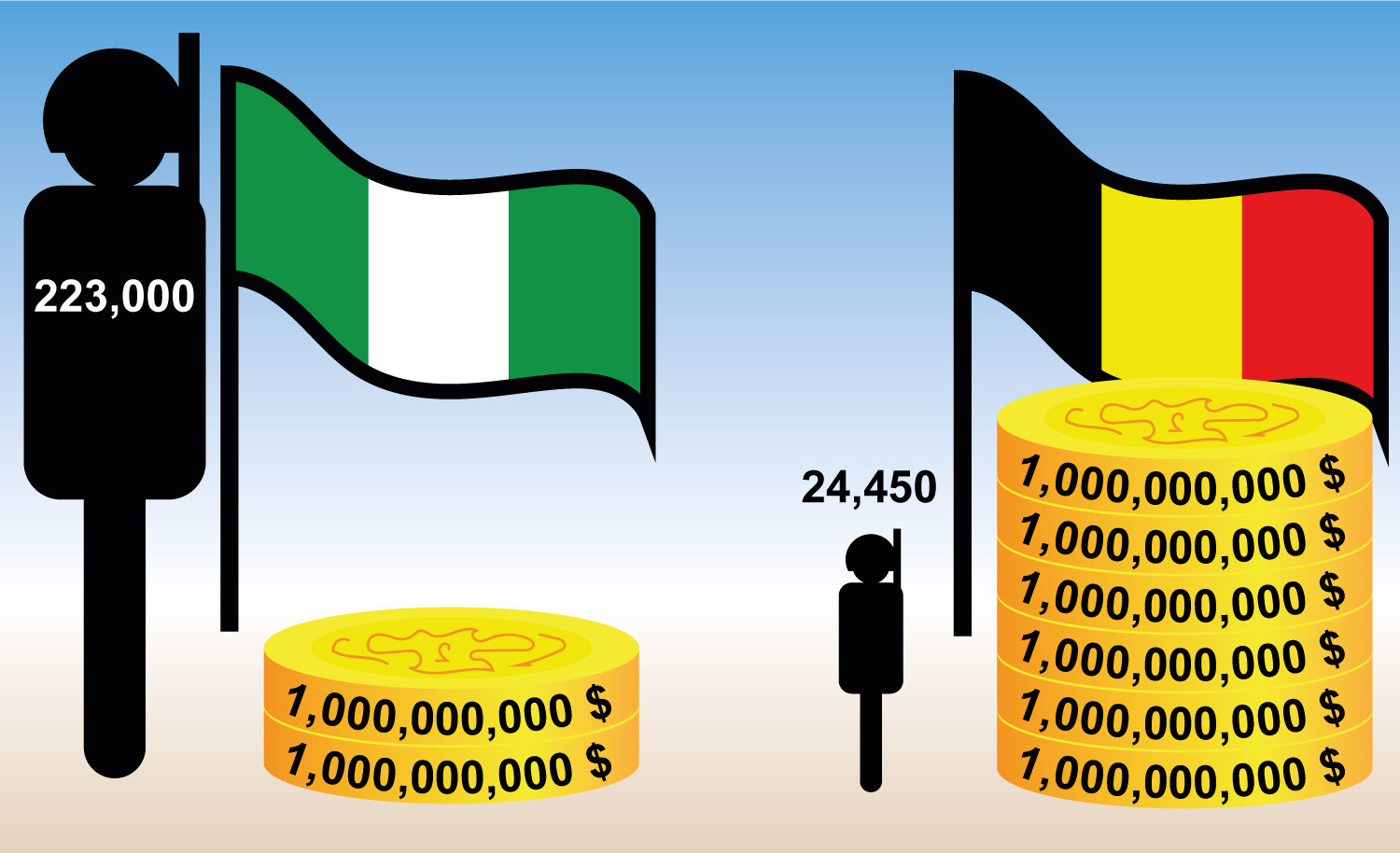
Comparaison des forces armées du Nigeria (à gauche) et de la Belgique (à droite) en termes de personnes et de budget de la défense (format numérique anglo-saxon).

Selon l'International Institute for Strategic Studies, le Nigeria dispose en 2020 de 143.000 hommes dans les forces armées (armée de terre 100.000 hommes, marine 25.000, armée de l'air 18.000) et de 80.000 personnes supplémentaires pour la "gendarmerie & paramilitaire". En comparaison, la France dispose, selon la même source, de 203 250 personnes dans les forces armées et la "paramilitaire".
En 2017, le Nigeria a dépensé près de 0,4 % de sa performance économique, soit 1,6 milliard de dollars US, pour ses forces armées,. Pour 2022, 2,26 milliards de dollars US ont été budgétés pour les forces armées nigérianes, ce qui représente un peu plus d'un tiers du budget de la défense belge (5,99 milliards de dollars US).
Le chef d'état-major de la défense est depuis janvier 2021 le général Lucky Irabor, un expert en matière de lutte contre le terrorisme. L'état-major de la défense comprend en outre les chefs d'état-major de l'armée, le lieutenant-général Faruk Yahaya, de l'armée de l'air, le maréchal de l'air Isiaka Oladayo Amao, et de l'état-major de la marine, le vice-amiral Awwal Zubairu Gambo.

#### Défis
La situation sécuritaire au Nigeria est considérée comme inadéquate malgré la stabilité politique.

#### Insurrection de Boko Haram, ISWAP

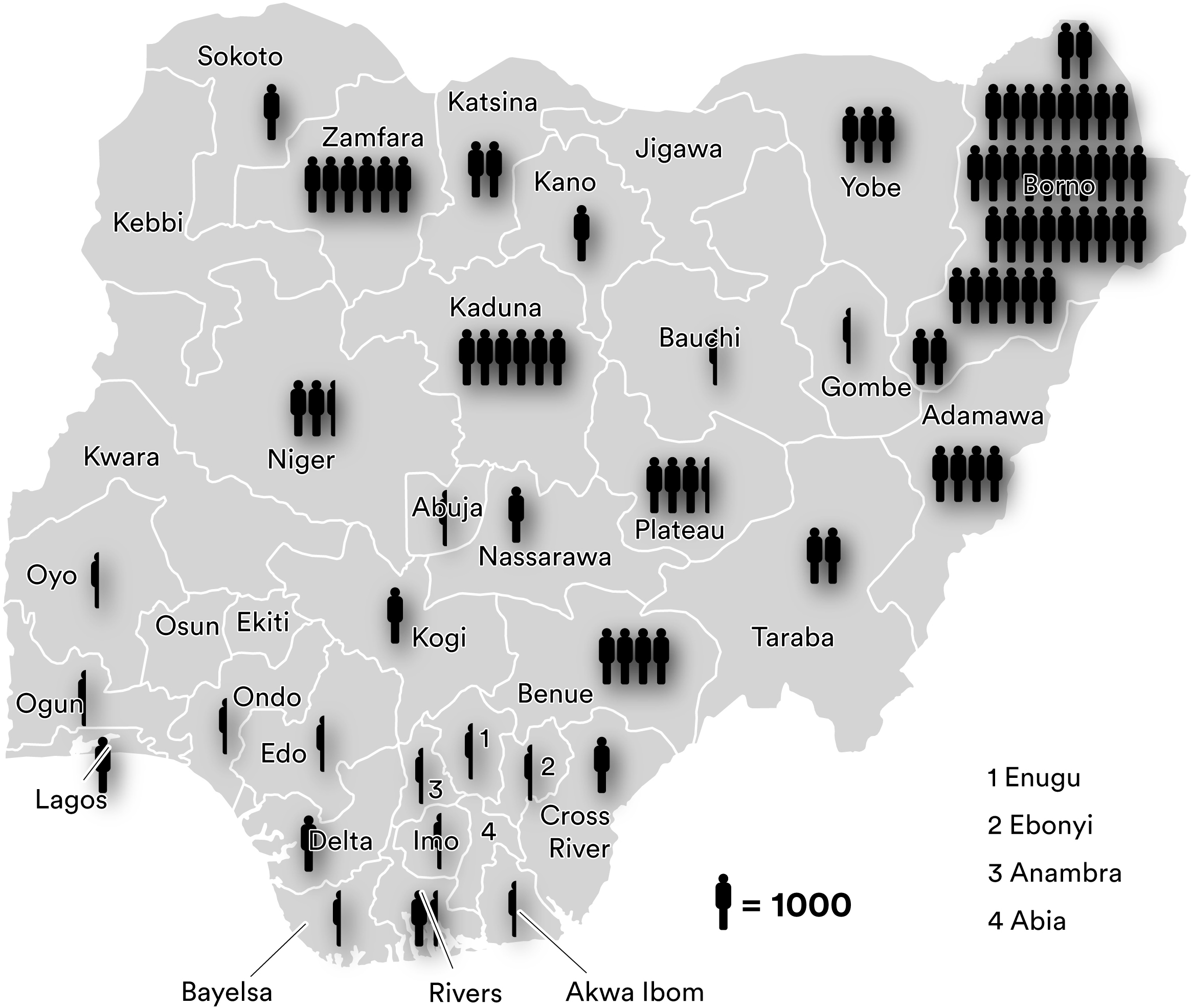
Attaques de Boko Haram, de 2011 à aujourd'hui (en date d'octobre 2022), chaque figure représente 1000 morts.

Boko Haram a été responsable de nombreuses attaques graves ayant fait des milliers de victimes depuis la mi-2010. Depuis lors, selon le Nigeria Security Tracker du Council on Foreign Relations, plus de 41 600 vies ont été perdues dans ce conflit (en octobre 2022). L'agence des Nations unies pour les réfugiés, le HCR, dénombre environ 1,8 million de personnes déplacées à l'intérieur du pays et environ 200 000 réfugiés nigérians dans les pays voisins qui ont fui les combats dans le nord-est du Nigeria.

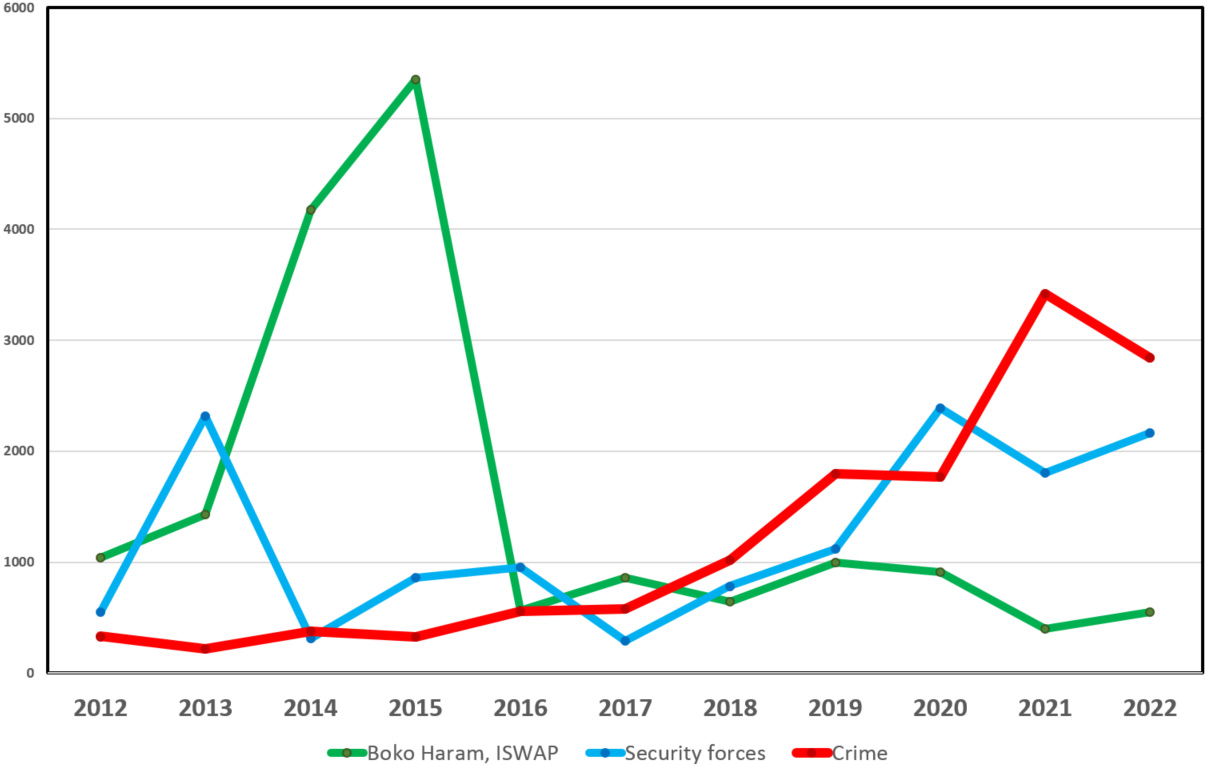
Victimes de criminels (ligne rouge), de Boko Haram (vert) et des forces de sécurité (bleu), 2011 - aujourd'hui (situation en janvier 2023).

Les États touchés par Boko Haram sont convenus en février 2015 de mettre en place une force opérationnelle conjointe multinationale de 8 700 hommes pour combattre conjointement Boko Haram. En octobre 2015, Boko Haram avait été chassé de toutes les villes qu'il contrôlait et de presque tous les comtés du nord-est du Nigeria. En 2016, Boko Haram s'est divisé et, en 2022, 40 000 combattants se sont rendus. Le groupe dissident ISWAP (État islamique en Afrique de l'Ouest) reste actif.

#### Augmentation de la violence policière, justice vigilante
La lutte contre Boko Haram, les autres sectaires et les criminels s'est accompagnée d'une augmentation des attaques policières. Le Nigeria Security Tracker du Council on Foreign Relations a dénombré 1 086 décès dus aux attaques de Boko Haram et 290 décès dus aux violences policières au cours des 12 premiers mois de sa création en mai 2011. En l'espace de 10 ans, cette tendance s'est inversée. Dans les 12 mois qui ont suivi octobre 2 021,219 3 personnes sont mortes de violences policières et 498 de Boko Haram et de l'ISWAP, selon le NST. La police nigériane est réputée pour se faire justice elle-même, ce qui pourrait s'expliquer par le fait que les prisons sont souvent attaquées et les détenus libérés,. Certains policiers pourraient donc vouloir exclure d'emblée cette possibilité pour certains suspects.

#### Conflit entre éleveurs et agriculteurs
Dans le centre du Nigeria, les conflits entre les éleveurs musulmans Hausa-Fulani et les agriculteurs indigènes chrétiens ont repris de plus belle, notamment dans les États de Kaduna, Plateau, Taraba et Benue. Dans certains cas, ces affrontements ont fait plusieurs centaines de morts. Les conflits pour les terres et les ressources augmentent en raison de la désertification en cours dans le nord du Nigeria, de la croissance démographique et de la situation économique généralement tendue.

#### Groupes militants dans le delta du Niger
Dans le delta du Niger, des attaques contre les infrastructures pétrolières ont été menées en 2016 par des groupes militants tels que le Mouvement pour l'émancipation du delta du Niger (MEND), la Force des volontaires du peuple du delta du Niger (NDPVF), l'Ijaw National Congress (INC) et le Pan Niger Delta Forum (PANDEF).
En réaction, le nouveau gouvernement Buhari a adopté une double stratégie de répression et de négociation.
Fin 2016, le gouvernement fédéral nigérian a eu recours à la manœuvre consistant à proposer aux groupes militants un contrat de 4,5 milliards de nairas (144 millions d'euros) pour la surveillance des infrastructures pétrolières. La plupart d'entre eux ont accepté. Le contrat a été renouvelé en août 2022, mais a donné lieu à de violents affrontements entre les groupes susmentionnés au sujet de la répartition des fonds. Les représentants parlent de guerre les uns contre les autres. La forte propension à la violence et les animosités mesquines des leaders, ainsi que l'absence totale d'arguments sociaux et environnementaux dans ce conflit font craindre que les groupes militants, en dépit de leurs noms ronflants, aient renoncé à assumer la responsabilité de leur région et de leur ethnie pour se lancer dans le racket et l'enrichissement personnel. Quoi qu'il en soit, les pipelines dans le delta du Niger ne sont pas "surveillés" de manière très efficace - la pollution du delta du Niger par du pétrole volé et du fioul lourd produit illégalement a continué sans entrave après 2016.

### Droits de l'homme

#### Situation des prisonniers
Selon Amnesty International, la situation des détenus dans les prisons est loin d'être satisfaisante. Les traitements inhumains ou dégradants dans les commissariats de police et les prisons sont donc monnaie courante. Les prisons continuent d'être surpeuplées. En raison des mauvaises conditions d'hygiène et d'une alimentation insuffisante, les détenus contractent souvent la tuberculose, le VIH et d'autres maladies infectieuses graves. Le taux de mortalité dans les établissements est donc très élevé. L'assistance médicale générale pour les détenus est mauvaise et les prisonniers politiques se voient refuser un traitement médical même en cas de maladie grave. Selon les organisations de défense des droits de l'homme, la torture et les mauvais traitements infligés aux prisonniers politiques, mais aussi aux suspects de délits, par les soldats ou par la police sont plutôt la règle que l'exception au Nigeria. Les victimes sont torturées ou maltraitées directement lors de leur arrestation, notamment dans le but de leur extorquer des aveux. Le Nigeria a toutefois signé et désormais ratifié la Convention des Nations unies contre la torture et autres peines ou traitements cruels, inhumains ou dégradants,.

#### Peine de mort et exécutions
Le nombre d'exécutions au Nigeria reste élevé, en particulier dans le nord du pays. Depuis 1983, plus de 1 200 condamnations à mort ont été exécutées. Pour la seule année 1997, 33 personnes ont été exécutées au Nigeria et 43 ont été condamnées à mort. Environ 800 condamnés à mort étaient encore en prison en 1997. Dans le nord du Nigeria, à dominante musulmane, la peine de mort peut également être appliquée aux mineurs, car la loi islamique, la charia, y est en vigueur depuis le début du millénaire. Parmi les personnes déjà exécutées, on compte Chidiebere Onuoha, 17 ans, qui a été abattu en public devant des milliers de curieux en juillet 1997.

#### Situation des LGBT
La situation des homosexuels au Nigeria est particulièrement difficile : le code pénal local de la charia prévoit la peine de mort par lapidation pour les personnes homosexuelles dans les douze États du nord du Nigeria. Dans d'autres régions, les personnes doivent être emprisonnées à vie. Les observateurs politiques internationaux craignent que la loi homophobe en cours d'adoption, intitulée The Prohibition of Relationships Between Persons of the Same Sex, Celebration of Marriage by Them, and for Other Matters Connected Therewith, ne viole les obligations internationales et les traités conclus par le Nigeria avec les Nations unies, le Commonwealth et la Charte africaine des droits de l'homme et des peuples. Peter Tatchell, de la campagne LGBT et des droits de l'homme, a qualifié la loi proposée de loi la plus répressive au monde. Elle renforce la loi pénale du XIXe siècle, chapitre 42, paragraphe 214, qui a été introduite à l'époque coloniale britannique. Le projet de loi violerait également la Constitution nigériane.

### Statut des femmes
La politique nigériane est un bastion masculin. Après les élections de 2019, le parlement nigérian compte 29 femmes et 440 hommes, ce qui correspond à une proportion de femmes de 6 % (en 2007, il y avait 34 femmes et 435 hommes, soit 7 % de femmes). À titre de comparaison, le parlement du Ghana, tout proche, compte 40 femmes et 235 hommes, soit 14,5 %. Il y a cependant le premier candidat prometteur pour les élections de 2023, Peter Obi (Labour), qui s'engage pour une plus grande participation des femmes dans la politique nigériane et qui a promis aux femmes « 35 - 40 % » des postes ministériels.
Il existe un certain nombre d'organisations laïques et religieuses d'aide aux femmes, dont le National Council of Women's Societies, le Women's Aid Collective et la Federation of Muslim Women's Association in Nigeria. Les noms importants du mouvement des femmes sont Ayesha Imam et Joy Ezeilo.
En 1830, sous la direction de la poétesse Nana Asma'u, le mouvement Yan'Taru a vu le jour au Nigeria.

## Administration

### Système judiciaire

Zones bleu foncé : pleine validité de la charia ; jaune : la charia s'applique au droit du divorce, à la pension alimentaire, au droit successoral ; vert : la charia ne s'applique pas.

La Constitution nigériane est la loi suprême du pays. Il existe quatre systèmes juridiques différents au Nigeria : le droit anglais, la common law, le droit coutumier et la charia. Outre le droit fédéral, il existe des bases juridiques propres à chacun des 36 États fédérés.
Le droit anglais au Nigeria est constitué d'un ensemble de lois britanniques datant de l'époque coloniale.
La common law est la collection de jugements judiciaires faisant autorité dans le domaine du droit civil (ce que l'on appelle les précédents) qui ont été rendus dans le pays concerné, c'est-à-dire ici au Nigeria. (On trouve ce système surtout dans les pays anglo-saxons ; en Europe continentale, en revanche, le droit civil codifié et le plus abstrait possible prédomine, comme dans le Code Napoléon en France ou le BGB en Allemagne).
Le droit coutumier est dérivé des normes et pratiques traditionnelles indigènes, y compris les assemblées de règlement des différends des sociétés secrètes rurales yoruba précoloniales et des Èkpè et Okónkò de l'Igboland et de l'Ibibioland.
La charia (également connue sous le nom de loi islamique) n'a été appliquée jusqu'à présent que dans le nord du Nigeria, où l'islam est la religion dominante. Elle est également appliquée par les musulmans dans l'État de Lagos, l'État d'Oyo, l'État de Kwara, l'État d'Ogun et l'État d'Osun. Les codes pénaux musulmans ne sont pas les mêmes dans tous les États et ils distinguent les peines et les délits en fonction de l'appartenance religieuse (par exemple, la consommation et la distribution d'alcool). Les groupes Hisbah agissent en tant que police religieuse islamique,,.

### Division fédérale
Le pays est divisé en
- un territoire : le Territoire de la Capitale Fédérale, composé de la ville d'Abuja, capitale du pays et d'autres zones de gouvernement local ;
- 36 États eux-mêmes subdivisés en zones de gouvernement local:

- État d'Abia
- État d'Adamawa
- État d'Akwa Ibom
- État d'Anambra
- État de Bauchi
- État de Bayelsa
- État de Benue
- État de Borno
- État de Cross River
- État du Delta
- État d'Ebonyi
- État d'Edo
- État d'Ekiti
- État d'Enugu
- État de Gombe
- État d'Imo
- État de Jigawa
- État de Kaduna
- État de Kano
- État de Katsina
- État de Kebbi
- État de Kogi
- État de Kwara
- État de Lagos
- État de Nassarawa
- État de Niger
- État d'Ogun
- État d'Ondo
- État d'Osun
- État d'Oyo
- État de Plateau
- État de Rivers
- État de Sokoto
- État de Taraba
- État de Yobe
- État de Zamfara

### Impôts, droits de douane, administration fiscale

#### Système de taxation
Le Federal Inland Revenue Service (FIRS) est responsable de la perception des impôts.
L'impôt sur le revenu des sociétés, l'impôt sur l'éducation, les droits de timbre, les droits de douane, les droits d'accise, la retenue à la source et la TVA sont les principaux impôts gérés par le Federal Inland Revenue Service ; ils sont donc versés au budget de l'État du gouvernement fédéral à Abuja.
Le State Board of Internal Revenue gère principalement l'impôt sur le revenu et la retenue à la source ; ces recettes contribuent, avec une sorte de péréquation entre les États, au budget d'un État fédéral. Les communes se financent principalement par des taxes.
L'impôt sur le revenu des personnes salariées (individus et partenaires) doit être payé dans l'État fédéral où le travailleur est domicilié. L'impôt sur le revenu est déclaré par l'employeur, retenu sur le salaire et versé au FIRS. Il existe un accord avec certains pays européens pour éviter la double imposition ; la France ne semble pas en faire partie (situation en 2022). Le taux d'imposition maximal est de 24 %.
La taxe sur la valeur ajoutée est de 7,5 %.

#### Remboursement de toutes les dettes publiques en 2005
Pendant le boom pétrolier des années 1970, le Nigeria a accumulé une importante dette extérieure pour financer d'importants investissements dans les infrastructures. Avec la chute des prix du pétrole au cours de la surabondance de pétrole des années 1980, le Nigeria a eu du mal à suivre le rythme de remboursement de ses prêts et a fini par ne plus rembourser le principal de sa dette, limitant le remboursement à la partie des intérêts des prêts. Les arriérés et les intérêts de pénalité se sont accumulés sur le principal impayé, ce qui a augmenté le montant de la dette. Après des négociations menées par les autorités nigérianes, en octobre 2005, le Nigeria et ses créanciers du Club de Paris ont conclu un accord aux termes duquel le Nigeria a racheté sa dette avec une décote d'environ 60 %. Le Nigeria a utilisé une partie de ses bénéfices pétroliers pour payer les 40 % restants, libérant ainsi au moins 1,15 milliard de dollars par an pour des programmes de réduction de la pauvreté. Le Nigeria est entré dans l'histoire en avril 2006 en devenant le premier pays africain à rembourser complètement sa dette (estimée à 30 milliards de dollars) envers le Club de Paris.

## Économie

États membres de la Communauté économique des États de l'Afrique de l'Ouest (CEDEAO).

L'économie mixte du Nigeria est la plus importante d'Afrique, la 31e plus importante au monde quant au PIB nominal, et la 30e plus importante quant à la PPA. Le PIB (PPA) par habitant est de 9 148 USD (en 2022), ce qui est moins que l'Afrique du Sud, l'Égypte ou l’Algérie, mais un peu plus que le Ghana ou la Côte d'Ivoire. En 2024, le Nigeria est classé en 113e position pour l'indice mondial de l'innovation.
Avant 1999, le développement économique a été entravé par des années de régime militaire, de corruption et de mauvaise gestion. Le rétablissement de la démocratie et les réformes économiques qui ont suivi ont remis le Nigeria sur la voie de la réalisation de son plein potentiel économique.

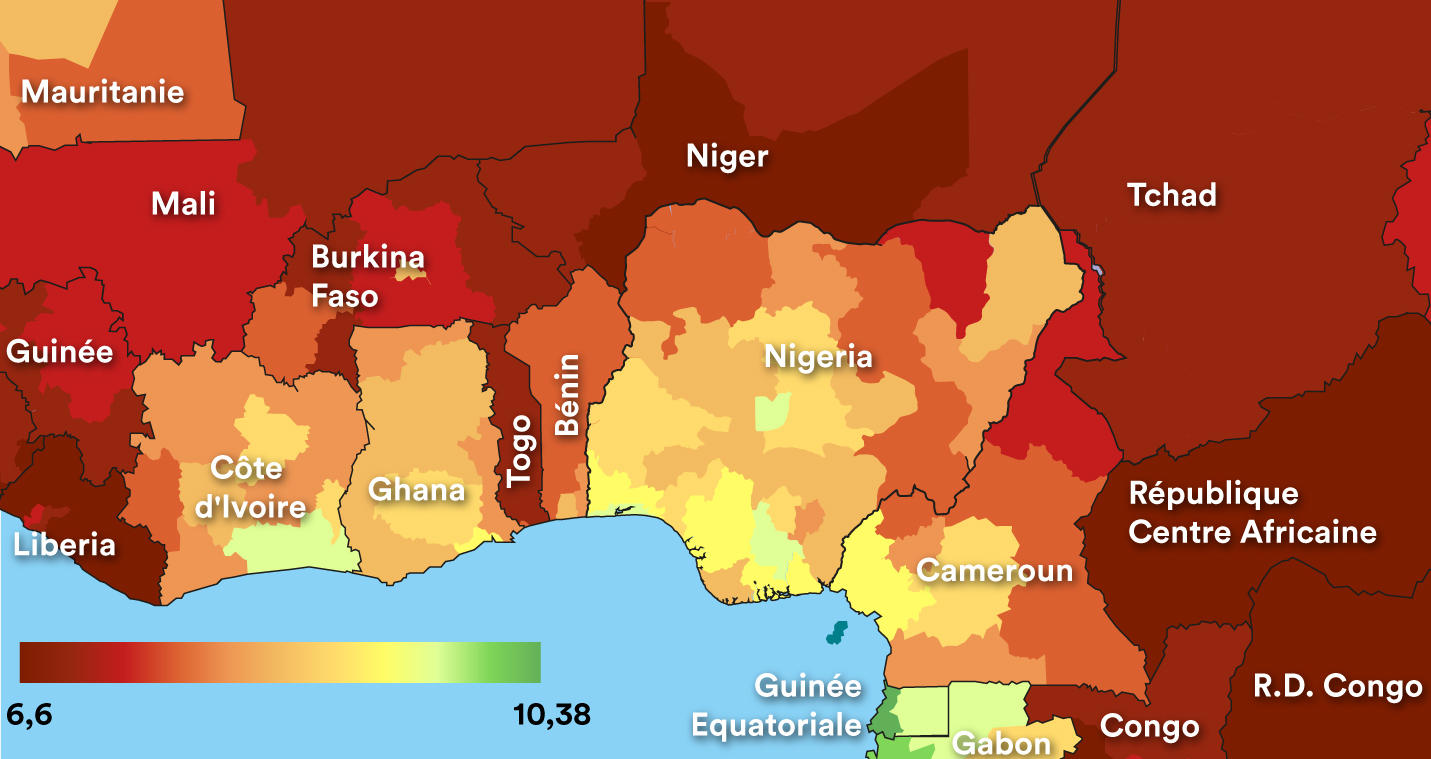
Produit national brut par habitant en Afrique de l'Ouest (2019).

Après 2015, l'économie nigériane a pu se diversifier quelque peu. Outre le pétrole et le gaz naturel, le Nigeria exporte des engrais et des plaques de ciment/ciment, des produits moulés en polypropylène (plastique), des produits de soins personnels, de la peinture, boissons à base de malt et des véhicules blindés. Le Nigeria est le leader africain du marché financier, dans les produits pharmaceutiques et dans l'industrie du divertissement. Son système autoroutier très développé et son réseau ferroviaire en pleine expansion en font également un carrefour logistique dans la région. La production d'acier du Nigeria représente un sixième de la production d'acier du Royaume-Uni.
Après le pétrole, les envois de fonds des Nigérians vivant à l'étranger constituent la deuxième source de devises étrangères du pays.
Le Nigeria dispose également d'un large éventail de ressources minérales sous-exploitées, notamment du charbon, de la bauxite, de la tantalite, de l'or, de l'étain, du minerai de fer, du calcaire, du niobium, du plomb et du zinc.

### Agriculture
En 2010, environ 30 % des Nigérians étaient employés dans l'agriculture. 26,5 % environ du PIB du Nigeria provient de l'agriculture. En ce qui concerne le manioc, le Nigeria est le premier producteur mondial. Parmi les autres cultures importantes, citons les haricots, le sésame, les noix de cajou, les fèves de cacao, les arachides, la gomme arabique, le kolanut, le maïs, le melon, le millet, les palmistes, l'huile de palme, les bananes plantains, le riz, le caoutchouc, le sorgho, le soja et les ignames. Le cacao est la première source de devises non pétrolières, tandis que le caoutchouc est la deuxième source de devises non pétrolières.
Avant la guerre civile nigériane, le Nigeria était autosuffisant sur le plan alimentaire. L'agriculture était la principale source de devises étrangères du Nigeria. L'agriculture n'a pas réussi à suivre le rythme de la croissance rapide de la population du Nigeria, et le pays dépend maintenant des importations alimentaires pour assurer sa subsistance. Il dépense 6,7 milliards de dollars américains par année pour les importations alimentaires, soit quatre fois plus que les revenus tirés de l'exportation de produits alimentaires. Le gouvernement nigérian a encouragé l'utilisation d'engrais inorganiques dans les années 1970.

#### Cacao
Même si elle est en léger déclin, la culture du cacao fait vivre des centaines de milliers de planteurs dans le pays, et permet de résister à l'exode rural, le cacao étant planté dans des secteurs très variés.
Au cours des six premières années de la décennie des années 2010, le voisin ivoirien d'Afrique de l'Ouest s'est toujours maintenu comme le premier producteur mondial de cacao, devant le Ghana, le deuxième d'Afrique et du monde, et le Nigeria maintenant sa quatrième place, la troisième sur le continent africain. Sur les cinq premiers producteurs mondiaux, quatre sont des pays d'Afrique de l'Ouest.

#### Traitement du riz
La rizerie d'Imota est une installation agricole située à Ikorodu, une banlieue de Lagos. Elle a été construite en 2021 et sera en pleine production au deuxième trimestre 2022,. La rizerie a une capacité de production de 2,8 millions de sacs de 50 kg de riz par an et crée 1 500 emplois directs et 254 000 emplois indirects. Une fois achevée, la capacité de production de la rizerie d'Imota sera l'une des plus importantes au monde et l'une des plus importantes en Afrique subsaharienne, selon les estimations de l'infrastructure installée de l'usine. Selon le gouverneur de l'État de Lagos, Babajide Sanwo-Olu, la pleine capacité de production de l'usine entraînera une baisse drastique du prix du riz et de la pression sur l'achat de la matière première. Actuellement (début 2022), le Nigeria produit du paddy (riz non décortiqué) et importe du riz décortiqué/blanchi à un prix plus élevé. La transformation de l'aliment de base national qu'est le riz dans le pays devrait donc améliorer la balance commerciale du Nigeria et permettre d'économiser des frais de transport considérables.

### Combustibles fossiles

#### Pétrole

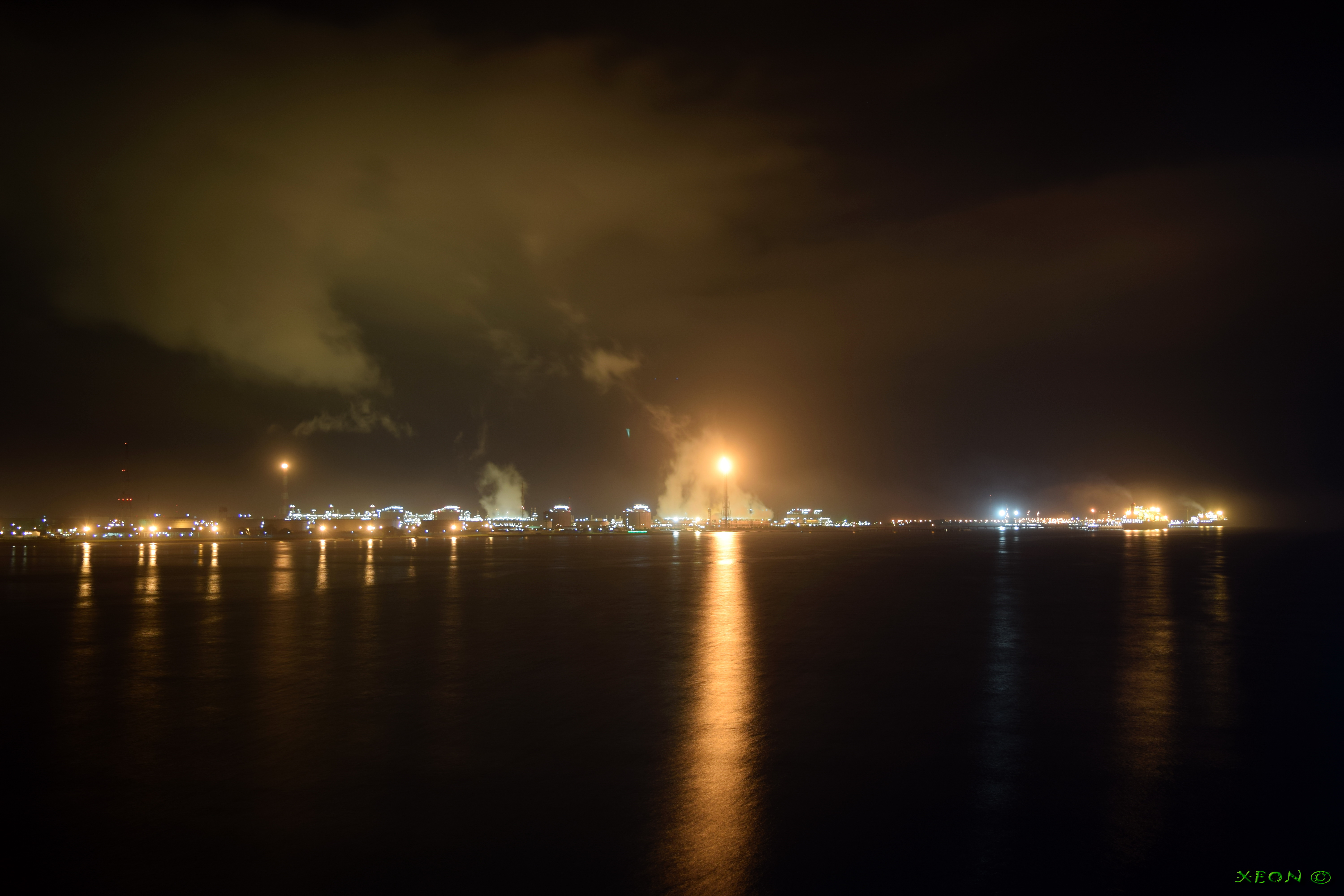
Le port pétrolier de Bonny.

Le pétrole a été découvert au Nigeria en 1956 dans le delta du Niger. Ce pétrole est intéressant car c'est un brut, dit Bonny Light, adouci à basse teneur en soufre, dont le raffinage est facile. Le pays rejoint alors l'OPEP en 1970. La ville de Port Harcourt est le principal lieu de production du pays qui a attiré de nombreux travailleurs. Le pétrole nigérian – produit à 40 % par la compagnie Shell – représente avec le gaz 14,4 % du PIB, 90 % des exportations et 75 % des revenus budgétaires. C'est le 5e producteur de l’OPEP et le 10e au niveau mondial. Il s'agit du 6e pays exportateur de pétrole.

#### Raffinerie de pétrole

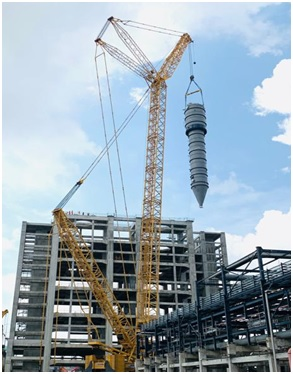
Construction de la raffinerie Dangote.

Jusqu'à présent, paradoxalement, le Nigeria, exportateur de pétrole, devait importer ses dérivés pétroliers (principalement l'essence) et des sous-produits de la transformation du pétrole comme le polypropylène. C'est pourquoi le groupe Dangote a construit une raffinerie de pétrole dans le quartier de Lekki, qui devrait être opérationnelle en 2022 (à partir de décembre 2021) Les offres d'emploi à cet effet ont été publiées en novembre 2021 La raffinerie devrait traiter 650 000 barils de pétrole par jour lorsqu'elle sera pleinement opérationnelle, et 327 000 barils d'essence, 244 000 barils de diesel, 56 000 barils de carburant d'aviation, 800 mégatonnes de propane, 2 500 mégatonnes de polypropylène et 100 mégatonnes de soufre. 9 000 emplois directs et 25 000 emplois indirects seront créés par la raffinerie.

### Industrie manufacturière

#### Production d'engrais
Le 3 mai 2022, après des années de travaux, une usine de production d'engrais a été mise en service près de Lagos. Elle produira 3 millions de tonnes d'engrais par an,,. Comme les engrais russes ne seront plus disponibles sur le marché mondial en 2022 à cause de la guerre en Ukraine, le Nigeria s'engouffre dans une niche de marché.

#### Sociétés de logiciels

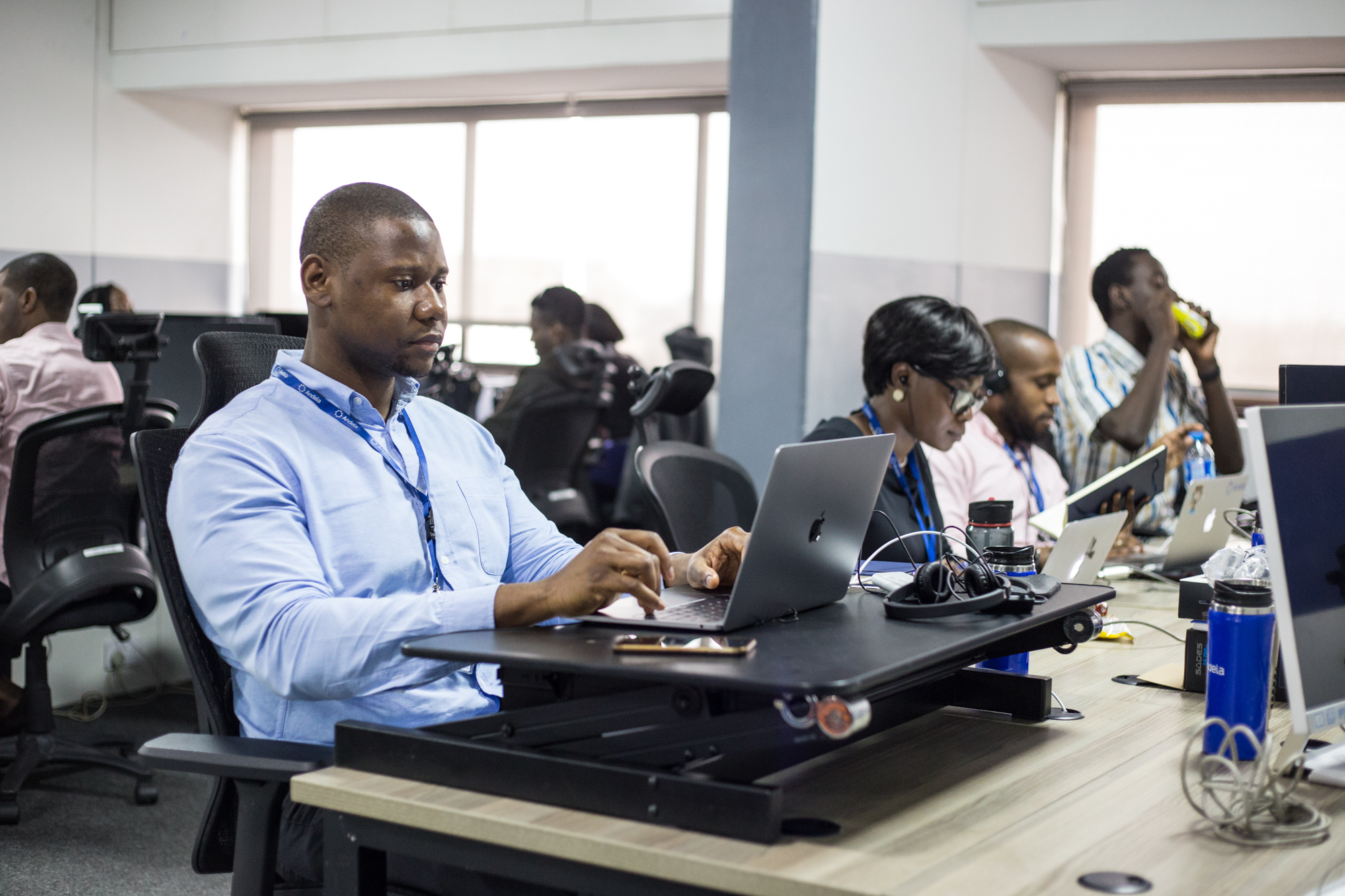
Formateur en logiciels Andela.

Les entreprises de logiciels de Lagos travaillent principalement dans les secteurs des télécommunications, de la banque et de l'éducation/des services de l'emploi. Elles sont concentrées dans les quartiers de Lekki et d'Ikeja.
MTN gère le premier réseau 4G du Nigeria, qui reste prédominant. Airtel est un autre fournisseur 4G. 9Mobile et Dataflex sont des fournisseurs d'accès à Internet. Flutterwave est dans le domaine des cartes bancaires virtuelles. Opay est une plateforme de réservation en ligne. Paystack est utilisé par les Nigérians qui reçoivent régulièrement des paiements de l'étranger. Andela forme des ingénieurs en logiciels et les place sur le marché du travail nigérian. ULesson gère une plateforme sur laquelle sont présentés les contenus pédagogiques des écoles secondaires. Hotels.ng permet de réserver des hôtels dans toute l'Afrique,,,.

#### Industrie automobile
Constructeurs automobiles nationaux

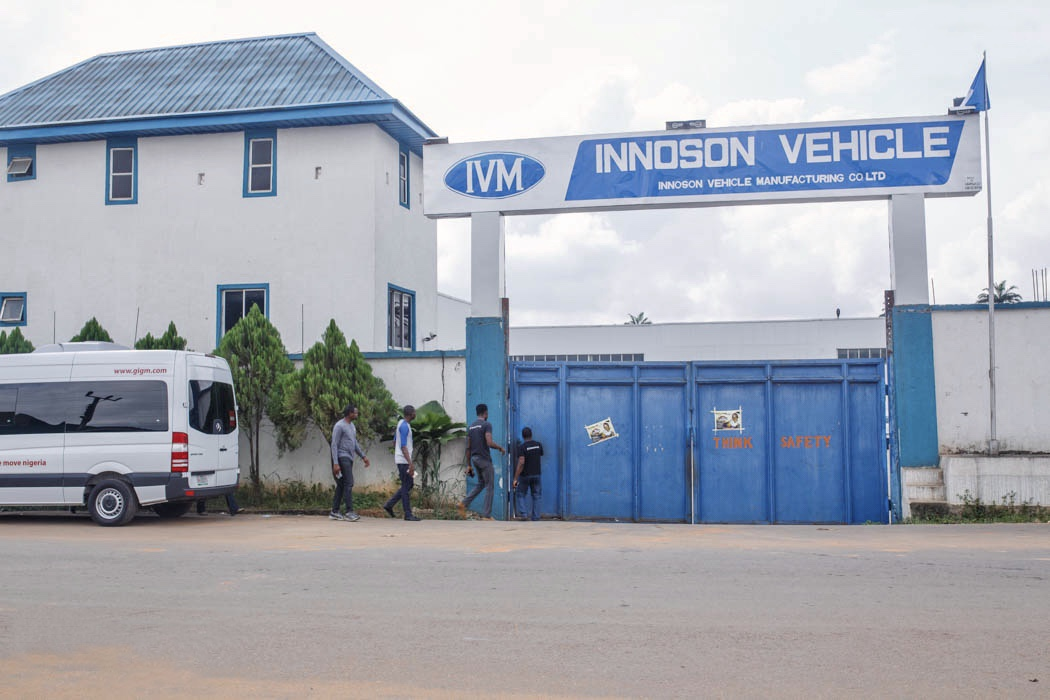
Innoson Vehicle Manufacturing Co. Ltd à Nnewi.

Le plus grand constructeur automobile du Nigeria, Innoson Vehicle Manufacturing Co. Ltd. est situé à Nnewi, Anambra, au Nigeria. Innoson Vehicle Manufacturing est surnommé Pride Of African Road. 70 % des pièces automobiles sont produites localement, tandis que le reste provient du Japon, de la Chine et de l'Allemagne. Les véhicules Innoson sont utilisés dans certains pays d'Afrique de l'Ouest comme : Mali, Sierra Leone et Ghana. Depuis mai 2022, Innoson produit également les trikes jaunes ("kekes") omniprésents au Nigeria.
Ancien manager de Mercedes, Oluwatobi Ajayi a fondé "Nord Automobiles Ltd" à Lagos en 2018. Nord possède deux usines d'assemblage à Lagos : une usine de 2 100 m2 à Sangotedo, où les huit modèles sont actuellement assemblés ; la seconde usine de 5 400 m2 à Epe est encore en construction. Une fois achevée, l'assemblage des modèles sera transféré dans la nouvelle usine, tandis que la fabrication des composants aura lieu à Sangotedo. L'entreprise fabrique actuellement ses propres pièces en plastique et prévoit d'ajouter l'emboutissage de l'acier à l'avenir.
À Ishara, à 30 km au nord-est de Lagos, Proforce Ltd. produit des véhicules blindés. En mars 2022, Proforce a pu vendre un nombre inconnu de véhicules blindés (MRAP) à la Biélorussie. C'est la première fois que des véhicules fabriqués au Nigeria sont fournis à un pays européen.
OMAA Motors produit des minibus, qui fonctionnent à l'essence ou au gaz naturel ou (depuis juin 2022) aux deux,. OMAA Motors est situé à Igbo-Ukwu, dans l'État d'Anambra.
Phoenix Renewables fabrique des véhicules à énergie solaire à Maiduguri, dans l'État de Borno.
Constructeurs automobiles étrangers
Jusqu'à récemment, le constructeur automobile étranger le plus productif sur le sol nigérian était Peugeot Automobiles Nigeria (PAN) à Kaduna. En avril 2022, Peugeot a vendu ses parts et Aliko Dangote est entré à sa place. Le nom de la société a été changé en DPAN à la même époque. À l'avenir, ce sont principalement les marques chinoises Chery et Higer qui seront assemblées à l'aide de pièces pré-produites. Une nouvelle ligne de production est censée augmenter la production à 120 voitures par jour,.
Le Stallion Group assemble 45 000 voitures Volkswagen à Lagos chaque année.
GAC Motors assemble des voitures à partir de pièces démontées à Ojota, Lagos.

#### Aciéries
Selon ses propres informations, l'Ajaokuta Steel Company Limited produit 1,3 million de tonnes d'acier par an. Cela correspondrait à un neuvième de la production française d'acier en 2021. Les aciéries de Katsina, Jos et Osogbo ne semblent plus être actives.

### Secteur des services

#### Secteur financier

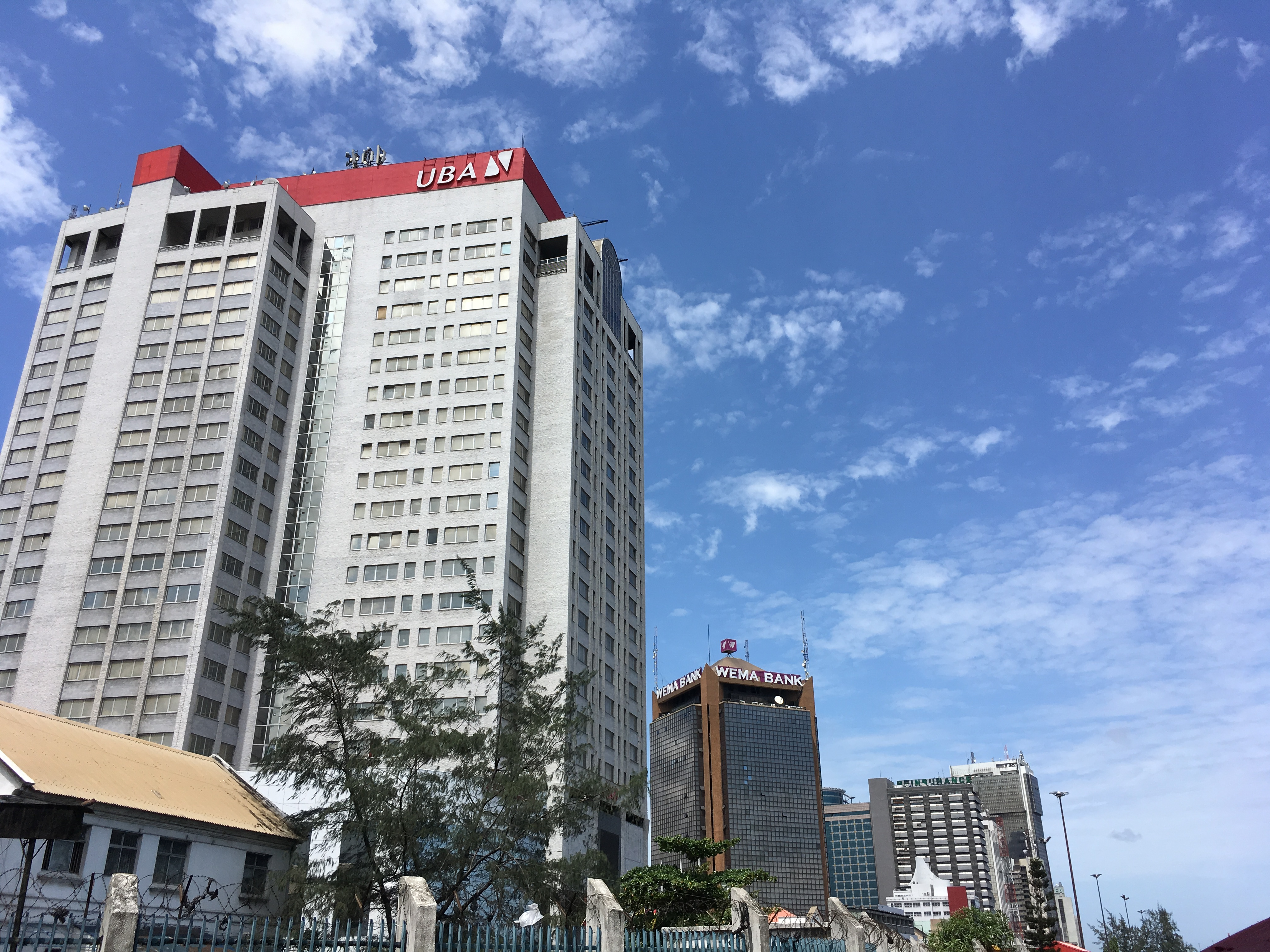
District bancaire et financier de Lagos.

Le Nigeria est le plus grand marché financier d'Afrique. Le Nigeria dispose d'un secteur bancaire relativement bien développé par rapport à la moyenne régionale, avec un taux de pénétration bancaire élevé au niveau régional (44,2 % contre une moyenne régionale de 17,8 % pour l'Afrique de l'Ouest) et une utilisation robuste des instruments financiers modernes dans l'économie locale. Le pays est également bien connecté aux marchés financiers internationaux. Cependant, le pays est pénalisé par des taux d'emprunt élevés qui limitent l'accès au crédit des petites entreprises, en particulier dans l'économie non pétrolière.

#### Industrie du divertissement et médias

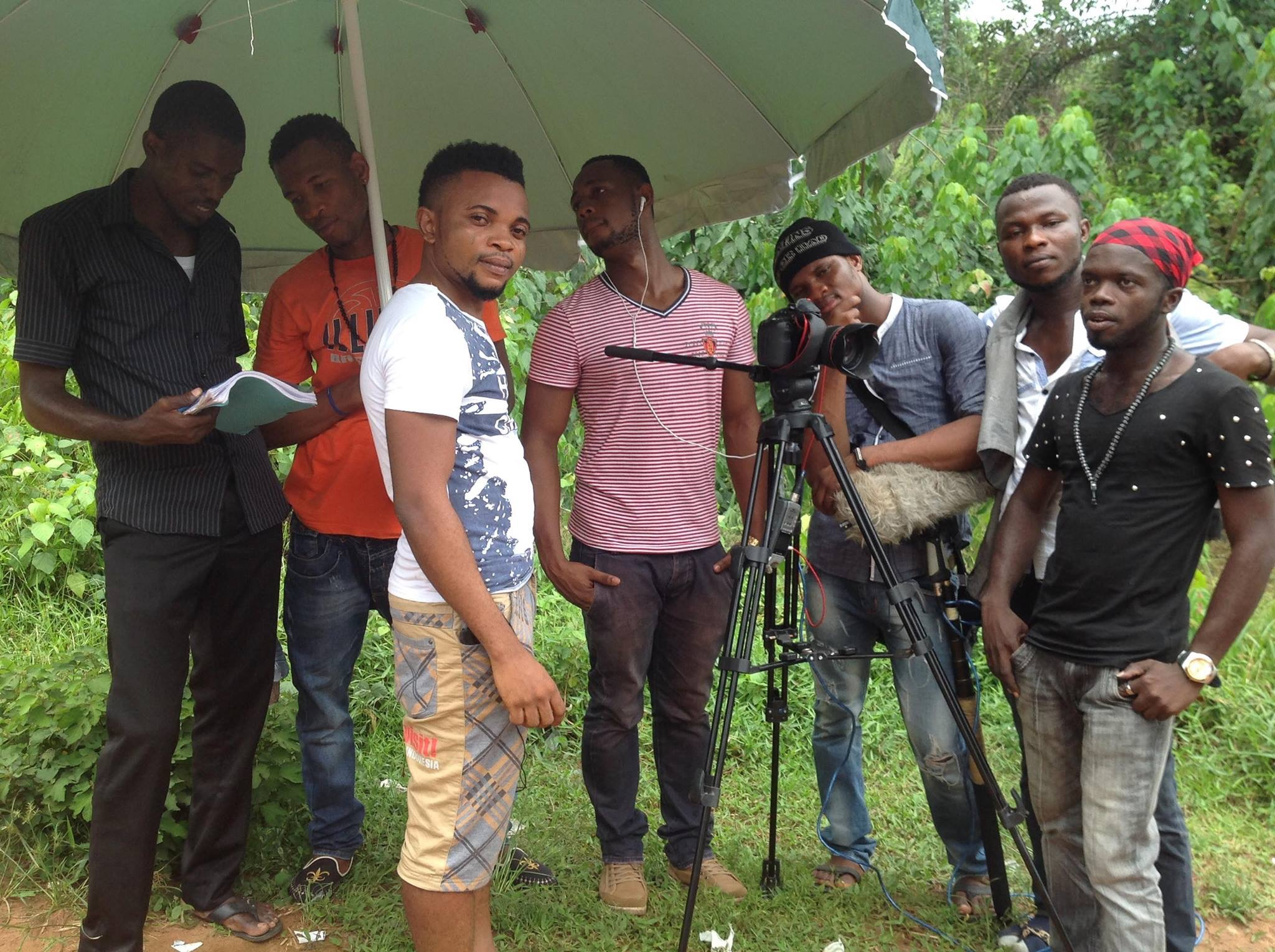
"Nollywood".

Lagos est le centre des industries ouest-africaines du cinéma, de la musique et de la télévision. L'industrie cinématographique de la localité de Surulere se classe au deuxième ou troisième rang mondial, devant ou derrière Hollywood, selon les enquêtes. PricewaterhouseCoopers Int. prévoit que l'industrie nigériane du divertissement connaîtra une croissance de 85 % pour atteindre 15 milliards de dollars. Depuis le succès du thriller nigérian "The Figurine", le cinéma nigérian se tourne de plus en plus vers des productions de grande qualité qui sont également des succès commerciaux. Cela a permis d'établir régulièrement de nouveaux records de recettes au box-office nigérian.
La chaîne Emmanuel TV de T.B. Joshua, originaire du Nigeria, est l'une des chaînes de télévision les plus regardées en Afrique.

#### Télécommunications
Le secteur nigérian des télécommunications contribue à hauteur de 12,45 % au produit intérieur brut (PIB) du pays. Le Nigeria est classé 11e au niveau mondial pour le nombre absolu d'utilisateurs d'Internet et 7e pour le nombre absolu de téléphones portables,.

#### Transport
En raison de la situation du Nigeria au centre de l'Afrique, le transport joue un rôle important dans le secteur des services nationaux. - Après 2015, le gouvernement de Buhari a lancé des améliorations de l'infrastructure. D'importantes réparations routières et de nouvelles constructions ont été progressivement mises en œuvre, notamment parce que les États fédérés dépensent leur part de l'augmentation des dotations de l'État. Le deuxième pont sur le Niger près d'Onitsha, qui sera en grande partie achevé en 2022, est représentatif de ces améliorations - Depuis 2009, le Nigeria construit de nouvelles voies ferrées. Celles-ci sont exploitées par la société publique Nigérian Railway Corporation. Depuis 2019, un excédent est apparemment dégagé malgré l'épidémie de Covid. - Les principaux ports sont Lagos (Apapa et Tin Can Island), Port Harcourt (Onne) et Calabar. Un port en eau profonde à Lekki, à 50 km à l'est de Lagos, est sur le point d'ouvrir en 2022, - Cinq aéroports proposent des vols internationaux (Lagos, Abuja, Port Harcourt, Kano et Enugu). Il est prévu qu'une nouvelle compagnie aérienne nationale, "Nigeria Air", soit opérationnelle à la mi-2022.

#### Tourisme
Le tourisme a peu d'importance au Nigeria et contribue à moins de 1 % du PNB. Le Nigeria n'est guère développé sur le plan touristique.
La variété de coutumes, langues et traditions des 250 ethnies composant le pays lui confère une très riche diversité. Le Nigeria a pourtant un fort potentiel touristique : des paysages variés, un riche folklore, avec ses traditions, et un coût de la vie qui serait peu élevé pour le budget d'un visiteur occidental.
Le tourisme dans le pays est très rare. L'immense majorité des visiteurs étrangers sont des hommes d'affaires, souvent liés à l'activité pétrolière, et des Nigérians qui reviennent au pays pour rendre visite à leurs familles. Voyager au Nigeria, surtout seul, peut souvent être très dangereux : il y a des enlèvements, une forte criminalité, et au nord l’Aqmi, des terroristes liés à l'État islamique.

## Infrastructure

### Transport routier

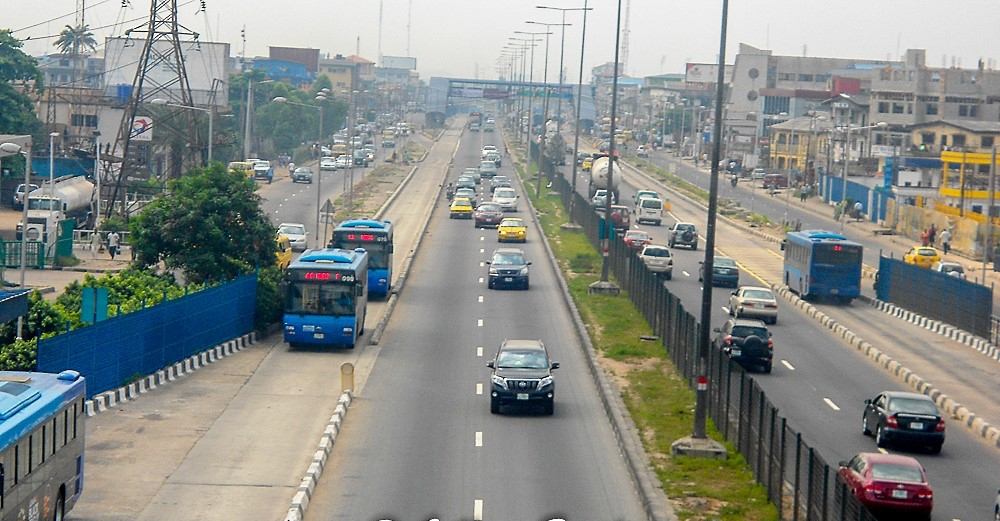
Autoroute A1 à Lagos-Onipanu avec voie de bus et, en arrière-plan, une passerelle pour piétons.

Quatre routes transafricaines traversent le Nigeria:
1. Route transsaharienne, Alger (Algérie) - Lagos —
2. Route trans-sahélienne, Dakar (Sénégal) - N'Djamena —
3. Autoroute côtière trans-ouest-africaine, Dakar - Lagos —
4. Transafricaine 8, Lagos - Mombasa (Kenya) —

Le Nigeria possède le plus grand réseau routier d'Afrique de l'Ouest. Il couvre environ 200 000 km, dont 60 000 km sont asphaltés. Les routes et autoroutes du Nigeria assurent 90 % du trafic de passagers et de marchandises. Elles contribueront au PIB à hauteur de 2,4 trillions de nairas (6,4 milliards de dollars) en 2020.
35 000 km du réseau routier relèvent de la compétence du gouvernement fédéral. Sous la deuxième administration Buhari, le budget pour l'entretien et le pavage de ces 35 000 km a été presque doublé par paliers réguliers, passant de 295 milliards de nairas (819 millions de dollars) en 2018 à 563 milliards de nairas (1,3 milliard de dollars) en 2022. Le responsable de ce budget (à partir de septembre 2022) est le ministre Fashola, l'un des hommes politiques les plus respectés du Nigeria. Sous sa direction, les liaisons autoroutières d'importants centres économiques tels que Lagos-Ibadan, Lagos-Badagry et Enugu-Onitsha ont été rénovées. Toutes les capitales nationales sont reliées au réseau routier; les routes particulièrement fréquentées sont reliées par des voies rapides, par exemple Lagos et Ibadan (voie rapide A 5), Lagos et Benin City (A 121), Onitsha et Enugu (A 232) ou Kano et Kaduna (A 2). Le réseau routier a une longueur d'environ 200 000 km, dont 60 000 km sont asphaltés.
Le reste du réseau routier est l'affaire des États et se trouve donc dans un état très différent selon l'État dans lequel on se trouve. Étonnamment, les États économiquement forts comme Lagos, Anambra et Rivers reçoivent des évaluations particulièrement mauvaises. La plupart des routes ont été construites dans les années 1980 et au début des années 1990. Un mauvais entretien et des matériaux de qualité inférieure ont aggravé l'état des routes. Les déplacements sont très difficiles. En particulier pendant la saison des pluies, l'utilisation des routes secondaires est parfois presque impossible en raison des nids de poule. Les bandits de grand chemin profitent souvent de cette situation à des fins criminelles,.
Les routes mal stabilisées, les vitesses excessives et l'absence ou la rareté des panneaux de signalisation entraînent un grand nombre d'accidents de la route, en particulier dans le sud-est du pays.
Un vaste programme d'amélioration du réseau routier a été lancé sous les ministres actuels Fashola (travaux publics) et Amaechi (transports). Actuellement, 800 routes sont en cours de rénovation ou de construction.

### Ouvrages d'art

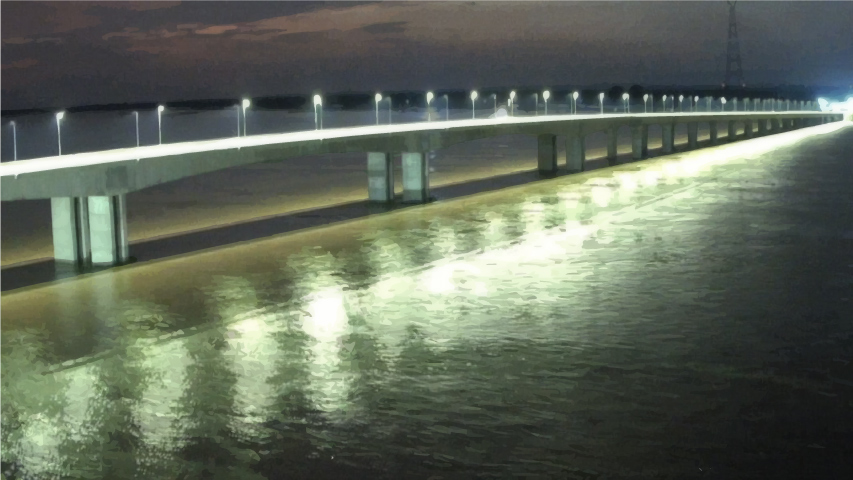
Le deuxième pont sur le Niger près d'Onitsha.

En 2022, trente-sept ponts seront entretenus et réparés dans tout le pays, dont certains sont attendus depuis des décennies. Parmi eux, le pont reliant le continent à l'île de Bonny, d'où est chargé le pétrole brut du même nom. Il y a aussi le projet de pont Loko-Oweto, le Third Mainland Bridge à Lagos, le Murtala Mohammed Bridge à Koton Karfi et le Isaac Boro Bridge à Port Harcourt. D'autres sont le pont de Chanchangi dans l'État du Niger et le pont de Tambuwara à Kano.
Le deuxième pont sur le Niger près d'Onitsha est sur le point d'être achevé (situation en janvier 2022).

### Ports et installations portuaires

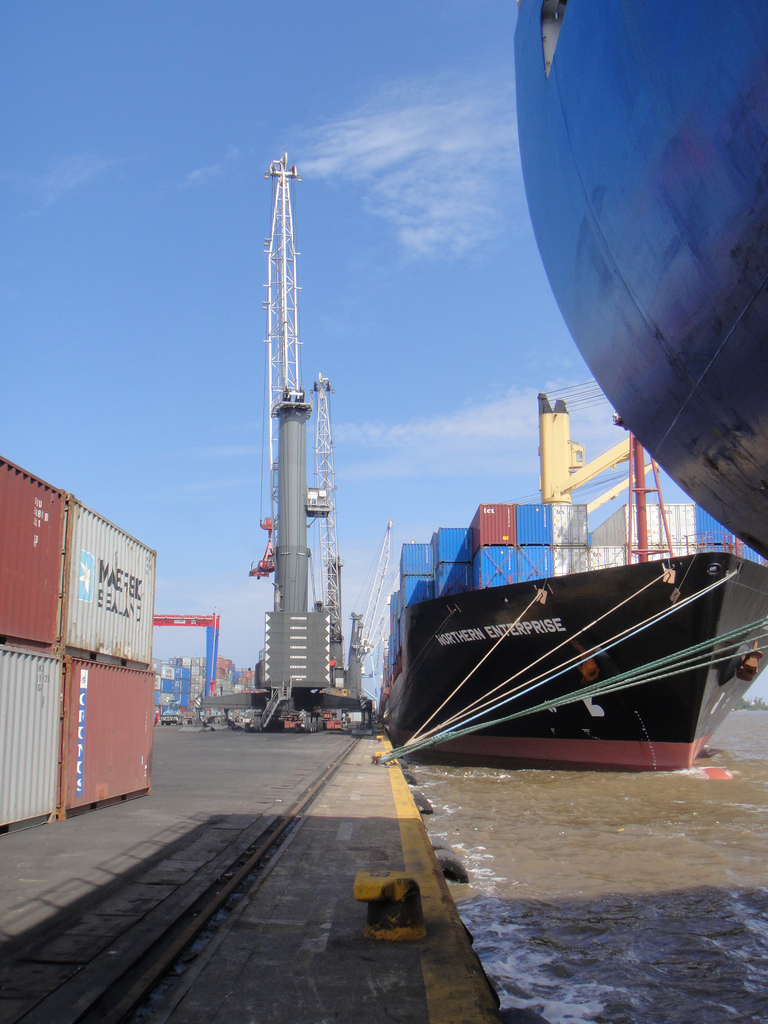
Port d'Apapa, Lagos.

La Nigérian Ports Authority (NPA) est chargée de gérer les ports nigérians, dont certains ont pris du retard par rapport aux normes internationales en ce qui concerne la qualité des installations et l'efficacité opérationnelle. Reconnaissant que le gouvernement ne dispose pas des fonds et de l'expertise nécessaires pour moderniser les installations et gérer efficacement les ports, la NPA procède à une privatisation partielle des ports en accordant des concessions à des opérateurs portuaires privés. En vertu des accords de concession, le gouvernement transfère les droits d'exploitation à des entreprises privées pour un nombre limité d'années sans renoncer à la propriété du terrain portuaire.
Le principal port à conteneurs du Nigeria est le port de Lagos, qui traite environ 5,75 millions de tonnes de marchandises chaque année. Le port, qui se compose d'installations distinctes à Apapa et Tin Can Island, dispose d'une connexion ferroviaire vers l'intérieur du pays. Port Harcourt, un port de transbordement situé à 66 kilomètres du golfe de Guinée le long de la rivière Bonny dans le delta du Niger, traite environ 815 000 tonnes de marchandises par an et dispose également d'une connexion ferroviaire. Les deux ports ne sont pas seulement responsables du commerce maritime du Nigeria, ils desservent également des pays de l'intérieur tels que le Niger et le Tchad. Un nouveau port est en cours de construction à Onne, à environ 25 kilomètres au sud de Port Harcourt. Des terminaux relativement modernes et efficaces, gérés par des compagnies pétrolières multinationales, gèrent la plupart des exportations de pétrole et de gaz.

### Chemins de fer
Depuis 2015, l'administration Buhari a fait de l'amélioration des infrastructures une priorité. Cela concerne également l'extension et la modernisation du réseau ferroviaire à l'aide de financements mixtes public-privé (PPP). Les nouvelles lignes de chemin de fer semblent générer des bénéfices.
Au premier semestre 2021, la NRC a enregistré des revenus records de 2,12 milliards de nairas (environ 4,664 millions d'euros), soit une hausse de 31 % par rapport à la même période en 2019, qui avait enregistré le chiffre d'affaires record précédent. Les revenus du transport de marchandises ont diminué, les gains proviennent principalement du transport de passagers entre Lagos et Ibadan sur la nouvelle voie normale,.

### Trafic aérien

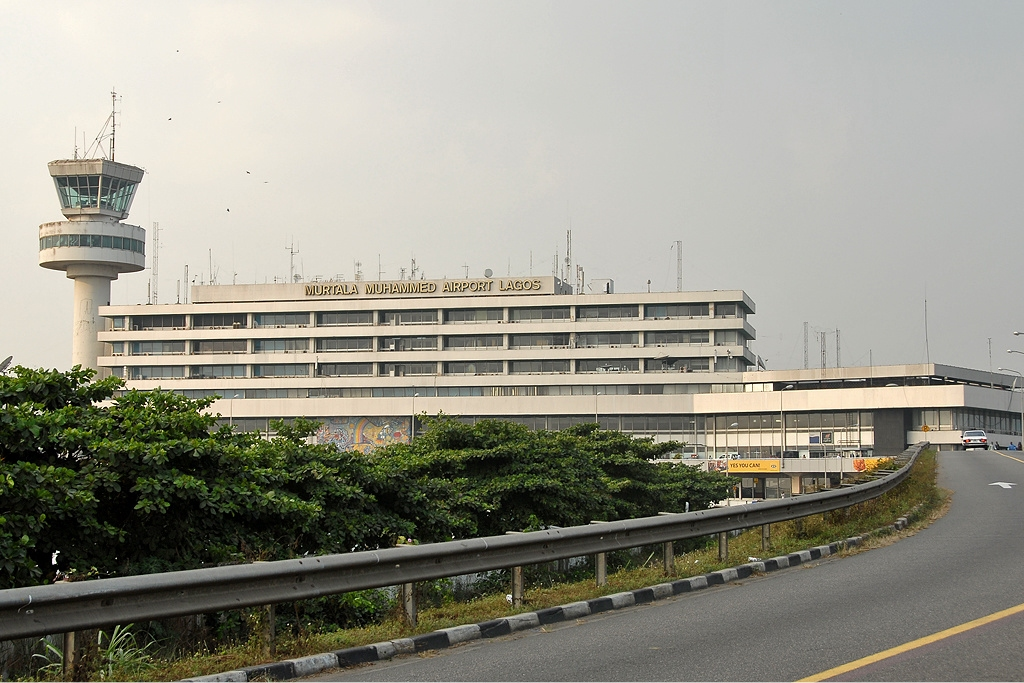
Aéroport de Lagos, Murtala.

L'industrie aéronautique nigériane a généré 198,62 milliards de nairas (400 millions d'euros) en 2019, soit une contribution de 0,14 % au PIB. C'était le secteur de l'économie nigériane qui a connu la croissance la plus rapide en 2019. Le trafic passagers est passé de 9 358 166 en 2020 à 15 886 955 en 2021, soit une augmentation significative de plus de 69 %. Les mouvements d'avions ont augmenté de plus de 46 % entre 2020 et 2021. Les volumes totaux de fret étaient de 191 tonnes en 2020 mais ont augmenté à 391 tonnes en 2021.
Le Nigeria compte 22 aéroports avec des pistes asphaltées. 21 autres pistes servent principalement à l'armée de l'air ou aux entreprises pétrolières. L'autorité Federal Airports Authority of Nigeria est responsable de l'exploitation des aéroports.
La plus grande compagnie aérienne du Nigeria est aujourd'hui Arik Air, fondée en 2004. Elle possède une flotte de plus de 20 avions et dessert des destinations nationales et internationales.

#### Développement historique
En 2003, la compagnie aérienne publique Nigeria Airways, désespérément surendettée, a été rachetée par le British Virgin Group. Depuis le 28 juin 2005, elle opère sous le nom de Virgin Nigeria Airways. Fin 2008, le groupe Virgin a annoncé son retrait de la compagnie aérienne, de sorte que depuis septembre 2009, celle-ci opère sous le nom de Nigerian Eagle Airlines. La plus grande compagnie aérienne du Nigeria est désormais Arik Air, fondée en 2004. Elle dispose d'une flotte de plus de 20 appareils et dessert des destinations nationales et internationales. Le 29 octobre 2006, le crash d'un Boeing 737-200 d'ADC Airlines près de l'aéroport d'Abuja a fait une centaine de morts. Parmi les passagers se trouvait Mohammadu Maccido, le sultan de Sokoto. Les années précédentes, plusieurs accidents d'avion avaient déjà eu lieu au Nigeria, faisant plusieurs centaines de morts. Le 3 juin 2012, le vol 9J-992 de la compagnie aérienne nigériane Dana Air reliant Abuja à Lagos s'est écrasé dans un quartier densément peuplé de Lagos. Il y avait 147 passagers et 6 membres d'équipage à bord. Il n'y a eu aucun survivant,.

#### Mesures de sécurité dans les aéroports nigérians 2022
Deux incidents ont eu lieu à l'aéroport de Lagos en 2022 en raison de manquements à la sécurité. En janvier, on a accédé à un avion loué par Arik Air et volé des équipements clés dans le terminal domestique de l'aéroport. En septembre 2022, un homme est monté à bord d'un avion de United Nigeria Airlines stationné au terminal domestique de l'aéroport.
En réponse à ces incidents, la Federal Airports Authority of Nigeria (FAAN) a amélioré l'architecture de sécurité des principaux aéroports. Les patrouilles de sécurité ont été améliorées et des caméras de sécurité placées à des endroits stratégiques ont été installées dans les aéroports. Les allées et les aires de stationnement sont désormais éclairées en permanence et les clôtures ont été améliorées. Les améliorations de la sécurité comprennent également la formation du personnel de sécurité, la coordination des forces de sécurité conjointes, notamment l'Agence de sécurité de l'aviation (AVSEC), la police, la Nigerian Air Force et d'autres forces de sécurité qui gardent chaque aéroport. La FAAN a également installé de nouveaux équipements de sécurité.
Le système d'éclairage au sol de l'aéroport (AGLS) sur la piste domestique de Lagos a été installé et 45 machines de contrôle des bagages à main, 40 machines de contrôle des bagages enregistrés, 15 machines de contrôle du fret, quatre scanners corporels 3D et la rénovation de six camions de pompiers et l'entretien complet de 36 camions de pompiers ont été effectués. Quinze nouveaux scanners ont été installés à l'aéroport de Lagos. Des équipements de sécurité pour les piétons ont été installés.

#### «Air Nigeria», un nouvel effort

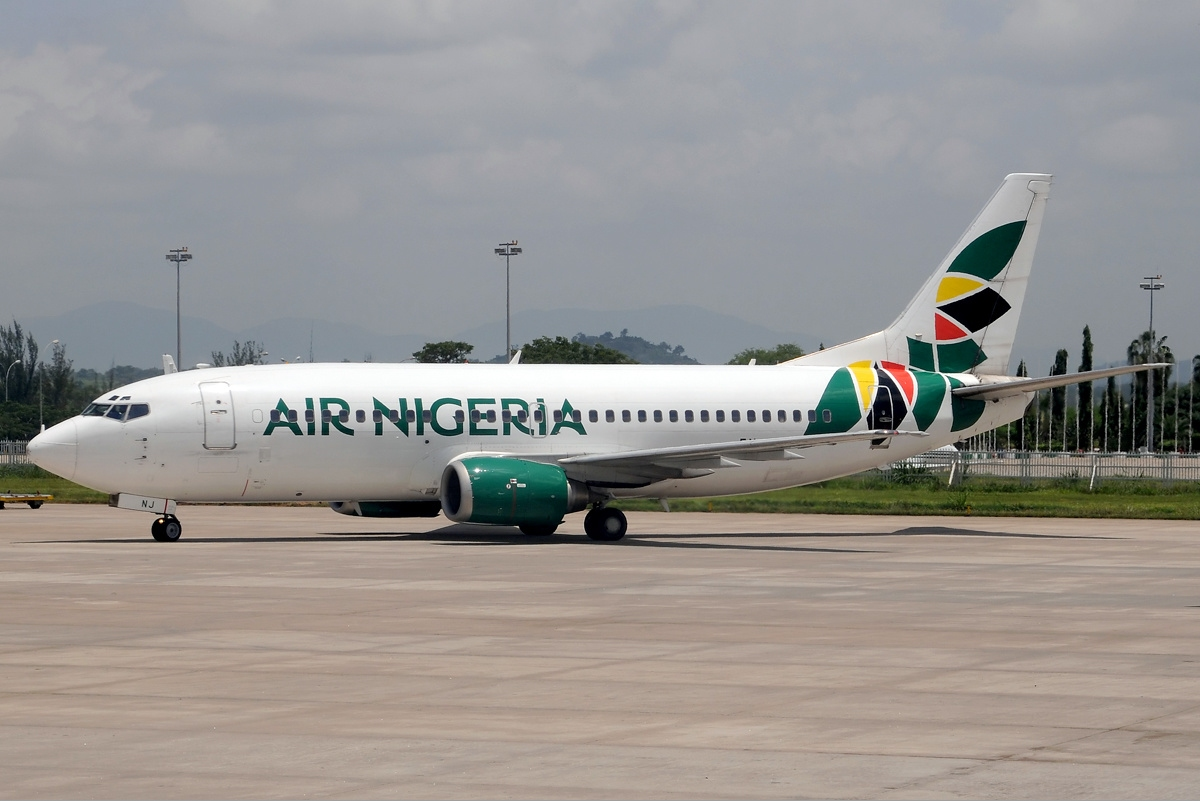
Boeing 737-300 d'Air Nigeria.

Le 24 novembre 2021, le ministre fédéral de l'aviation Sirika a annoncé que son gouvernement voulait relancer Air Nigeria, la compagnie aérienne nationale dissoute en 2012. À cette fin, a-t-il précisé, l'administration Buhari apporterait « 150 à 300 millions de USD ». À terme, la part de l'État dans le capital de la compagnie serait de 5 % ; 46 % proviendraient d'investisseurs locaux.
En août 2022, il a été annoncé que le Nigeria allait lancer la compagnie nationale Nigeria Air avec des avions en location humide. Le wet lease signifie la location d'un avion, y compris l'équipage et éventuellement le carburant. Des avions Airbus et Boeing seront utilisés Le gouvernement fédéral dépensera en moyenne 100 000 € par mois pour louer un avion, ce qui représente 300 000 € par mois pour les trois avions.
D'autres informations ont été révélées en septembre 2022. Ethiopian Airlines détiendra une participation de 49 % dans la nouvelle compagnie aérienne, tandis que le fonds souverain nigérian prendra 46 % et le gouvernement fédéral du Nigeria les 5 % restants. Nigeria Air disposera d'un capital initial de 300 millions de dollars et prévoit d'avoir trente avions d'ici quatre ans, a déclaré le ministre de l'aviation Sirika. Nigeria Air prévoit de commencer ses opérations avant la fin de l'année, en commençant par un service entre la capitale Abuja et le centre commercial de Lagos, d'autres liaisons devant être ajoutées ultérieurement. Air Nigeria exploitera initialement six appareils Boeing 737. "Nigeria Air est une société à responsabilité limitée dans laquelle l'État n'interviendra pas", a-t-il ajouté. La conclusion de l'accord est soumise à la négociation des conditions finales et à l'approbation du gouvernement fédéral du Nigeria,.

## Affaires sociales

### Situation de la pauvreté
Selon le Fonds monétaire international, 32 % de la population du Nigeria vit (en 2017) dans l'extrême pauvreté, avec moins de 2,15 dollars US par jour. La Banque mondiale a constaté en mars 2022 que le nombre de Nigérians pauvres avait augmenté de 5 millions durant la période Covid, pour atteindre 95,1 millions. 40 % des Nigérians vivent donc en dessous du seuil de pauvreté de 1,90 dollar US manipulé par la Banque mondiale.
Les seuils internationaux utilisés par le FMI et la Banque mondiale ne tiennent pas compte du pouvoir d'achat local d'un dollar américain, ce qui rend cette méthodologie controversée. Malgré l'existence de bidonvilles au Nigeria, le fait que 92 % des hommes et 88 % des femmes nigérians possèdent un téléphone portable est difficilement conciliable avec les taux de pauvreté publiés par le FMI et la Banque mondiale.

### Enfants
La vie de nombreux enfants au Nigeria est marquée par la pauvreté, la maladie et les privations. Beaucoup sont obligés de travailler. Environ 13 % des enfants de moins de 14 ans travaillent. Parmi eux, beaucoup sont recrutés par des groupes et des gangs militants, voire emmenés dans d'autres pays pour y faire la guerre en tant qu'enfants-soldats. La situation des filles constitue également un problème particulier. Elles sont souvent victimes de violences sexuelles dans les armées et les groupes rebelles. De nombreux enfants du pays sont orphelins du SIDA.

### Chômage
Le taux de chômage était de 13,4 % en 2017. Au total, le pays comptait une population active de 60 millions de personnes en 2017, dont la majeure partie dans le secteur informel. Le sous-emploi et le chômage des jeunes sont des problèmes.
De même que pour d'autres valeurs de cet article, le taux de chômage doit être considéré de manière critique et il ne faut pas appliquer les schémas de pensée des pays occidentaux. Au Nigeria, il n'y a pas d'assurance chômage, pas d'allocations sociales et donc pas d'autorité qui dispose de valeurs objectivement compréhensibles. Très peu de contrats de travail sont réglés par un contrat écrit. La saisie statistique du chômage au Nigeria est donc une affaire incertaine.

### Syndicats
Au total, 29 syndicats industriels sont regroupés au sein du Nigeria Labour Congress (NLC). Il existe également des syndicats de cadres supérieurs et des syndicats de travailleurs indépendants.

### Grèves
Au cours des 23 dernières années (septembre 2022), le personnel universitaire du Nigeria a fait grève 17 fois, soit 57 mois, ce qui a entraîné l'annulation du semestre d'été 2022 dans tout le pays.

### Santé
Le paludisme, la poliomyélite, le choléra, la méningite, le sida sont des maladies omniprésentes au Nigeria. L'espérance de vie est d'environ 54 ans en 2015. La mortalité infantile est à 20,1 % en 1997. Elle atteint 10,9 % en 2015. Il y avait 37 médecins pour 100 000 habitants en 2007.
En février 2020, le ministère de la santé a annoncé le premier cas de covid-19, incitant le gouvernement nigérian à mettre en place les protocoles nécessaires.
En août 2021, le gouvernement nigérian annonce avoir approuvé le vaccin anti-Covid du laboratoire chinois Sinopharm. Il doit ensuite recevoir plus de 8 millions de doses de cette firme pharmaceutique.

### Éducation

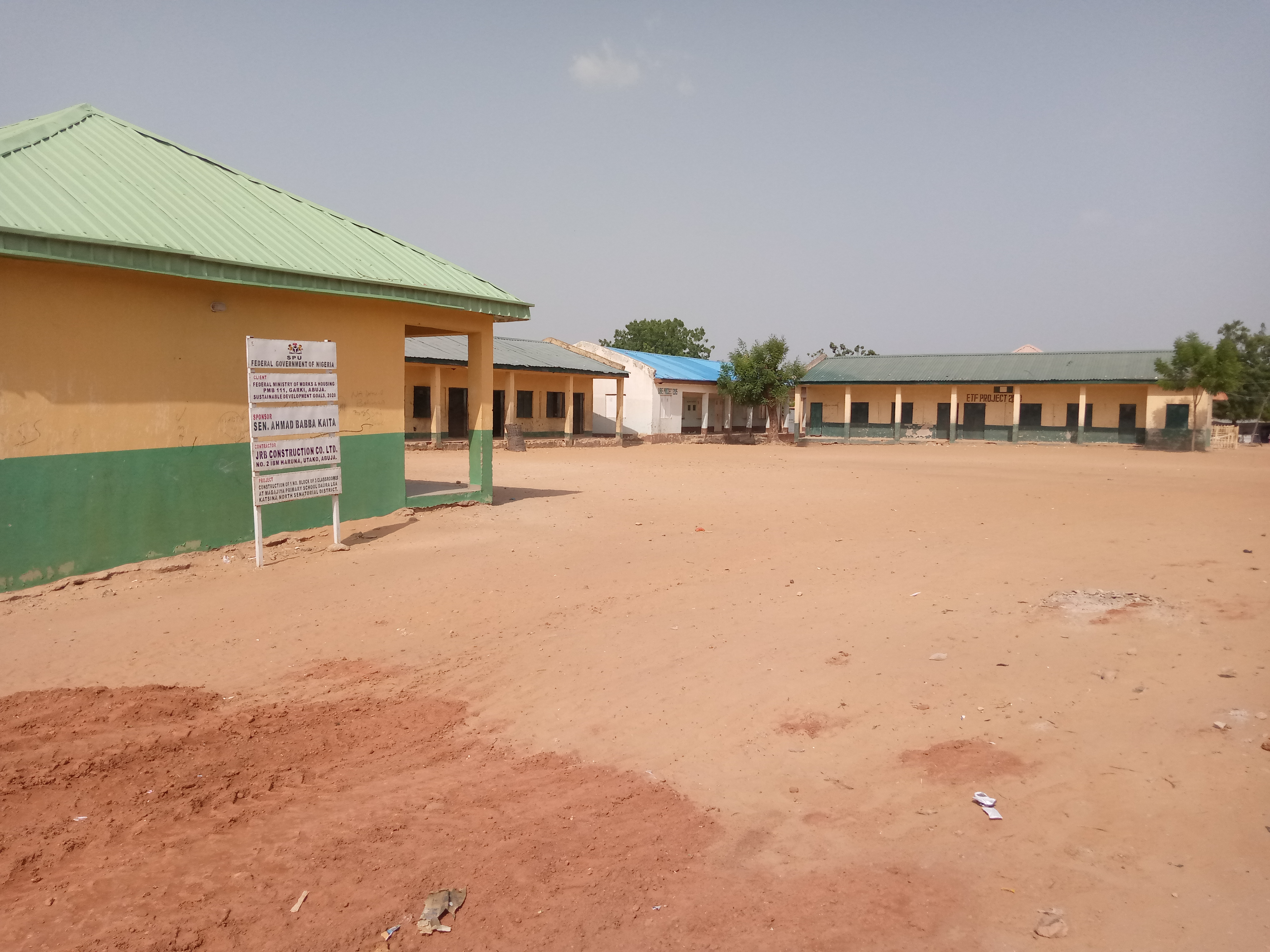
École primaire à Daura, dans l'extrême nord du Nigeria.

En 2017, le budget de l'éducation représentait 5,94 % du produit intérieur brut, ce qui est plus que la France (5,4 %) et moins que la Belgique (6,5 %). Au niveau mondial, le Nigeria se situe ainsi à la 37e place (sur 180 pays). Le Nigeria offre une éducation gratuite et subventionnée par l'État.
Pourtant, l'éducation au Nigeria n'est pas au beau fixe. L'école n'est obligatoire à aucun niveau et certains groupes, comme les nomades et les handicapés, sont sous-scolarisés. Le taux de scolarisation de 93 pour cent est relativement élevé par rapport aux pays voisins. Cependant, seuls 50 pour cent environ des enfants en âge scolaire sont scolarisés. Au moins 10,5 millions d'enfants ne vont pas à l'école au Nigeria - c'est le taux le plus élevé au monde. Un tiers entier des enfants nigérians ne vont pas à l'école, et un enfant sur cinq dans le monde qui ne va pas à l'école est nigérian. On estime que 35 % des enfants nigérians qui fréquentent l'école primaire ne poursuivent pas leurs études dans le secondaire. En 2021, la moitié des enfants nigérians n'auront pas fréquenté l'école secondaire.

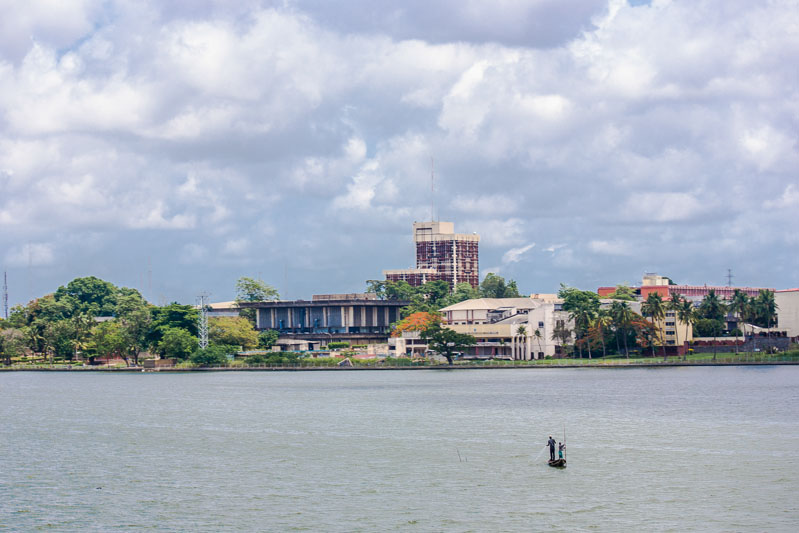
"Unilag", la plus ancienne des deux universités de Lagos.

Le système éducatif se compose d'une école primaire de six ans, d'une Junior Secondary School de trois ans, d'une Senior Secondary School de trois ans et d'une formation universitaire de quatre, cinq ou six ans, sanctionnée par un diplôme de Bachelor. Le gouvernement supervise l'enseignement universitaire. L'enseignement tertiaire au Nigeria se compose d'universités (publiques et privées), d'écoles polytechniques, d'écoles monotechniques et d'écoles pédagogiques. Le pays compte au total 138 universités, dont 40 appartiennent à l'État fédéral, 39 à l'État et 59 au secteur privé. En 2021, le Nigeria occupait la 118e place du Global Innovation Index, contre la 114e en 2019.
Les étudiants nigérians se concentrent fortement sur les sciences, la technologie, l'ingénierie et les mathématiques (STEM), ce qui explique que de nombreux étudiants s'inscrivent à la fois au premier et au deuxième cycle dans des filières telles que l'ingénierie, les mathématiques, les professions de santé, etc. Les arts (arts/arts appliqués), les sciences sociales et autres études connexes restent un secteur en développement au Nigeria, avec un taux d'inscription inférieur à 20 %.
Outre le système scolaire occidental, il existe au Nigeria le système scolaire islamique des madrasas. Un centre particulièrement important de l'éducation islamique est Ilorin, où l'Ansaru 'l-Islam Society a construit en 1947 une école qui combine l'éducation occidentale et islamique. Dès 1962, un institut annexe de l'université al-Azhar a également été ouvert à Ilorin.

### Criminalité
Outre les formes générales de criminalité, trois domaines de la criminalité attirent régulièrement l'attention du public : les enlèvements, la fraude à la commission/l'escroquerie à la renommée et le vol de pétrole.

#### Enlèvements
Au Nigeria, les enlèvements ne sont pas rares. Rien qu'au premier semestre 2021, 3.000 personnes ont été enlevées. Derrière ces enlèvements se trouvent généralement des bandes criminelles, ce qui reste de Boko Haram ou des organisations rebelles. Pour Boko Haram, la priorité est de terroriser la population locale ou de démontrer le pouvoir du gouvernement. En conséquence, les personnes enlevées sont principalement des autochtones,.
Pour les bandes criminelles, l'essentiel est d'obtenir une rançon aussi élevée que possible. La plupart des otages sont libérés au bout de quelques jours après le paiement de la rançon. Les étrangers qui se trouvent au Nigeria pour le compte d'une organisation ou d'une entreprise sont ici exposés à un risque particulièrement élevé, car les ravisseurs espèrent que cette organisation/entreprise pourra réunir des rançons plus élevées que celles des particuliers.

#### Escroquerie à la commission / Romance Scam
D'autres formes de criminalité connues sont la fraude à la commission et l'escroquerie à la romance. C'est pourquoi l'agence gouvernementale Economic and Financial Crimes Commission (Commission des crimes économiques et financiers) a été créée en 2002, avec pour mission de lutter contre les formes de criminalité économique telles que la fraude à la commission ou le blanchiment d'argent et de les sanctionner.

#### Vol de pétrole, distillation non professionnelle

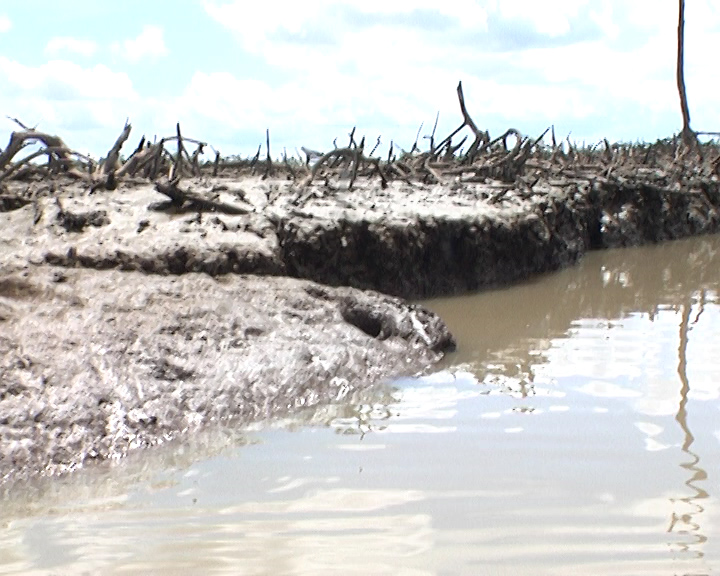
Mangrove détruite par le pétrole lourd dans le delta du Niger.

Dans le delta du Niger, les autochtones utilisent des moyens techniques modestes pour pomper les oléoducs reliant la plate-forme pétrolière au port pétrolier et distiller les composants commercialement intéressants du pétrole, tels que le naphte (essence brute), le diesel et le kérosène (utilisé en certains endroits au Nigeria pour la cuisine). Ces deux activités sont menées en amateur et polluent déjà l'environnement, mais leur volume est éclipsé par la production de pétrole lourd par un raffinage non professionnel.
Les raffineries régulières du Nigeria sont à l'arrêt depuis plusieurs années (en 2022) pour cause de rénovation ou ne sont pas encore terminées (raffinerie de Dangote). Il ne devrait donc pas y avoir de pétrole lourd au Nigeria.
Les raffineries illégales gérées par des indigènes, qui distillent à partir du pétrole volé les hydrocarbures moyens utilisables dans les moteurs à combustion et les générateurs, produisent inévitablement des gaz explosifs à chaîne courte comme le propane et le butane, ainsi que les huiles lourdes à chaîne plus longue. Les raffineries régulières craquent ces huiles lourdes en naphte, diesel et kérosène en déployant des moyens techniques considérables ("residue fluid cracking"). Les raffineries illégales n'ont généralement ni la volonté ni les moyens de le faire. Les huiles lourdes produites sont déversées en grandes quantités (des sources parlent de 150.000 barils par jour, ce qui correspond à la quantité produite et craquée chaque jour dans une grande raffinerie) dans les mangroves et causent des dommages considérables à l'environnement. Dans la Saudigazette du 27 avril 2022, un certain Osaja justifie le fait que les habitants du delta du Niger ruinent ainsi leurs propres moyens de subsistance comme suit : "Ne vaut-il pas mieux vivre dans un environnement pollué que de mourir de faim ? Sentirez-vous quelque chose quand vous avez faim ? Si la raison de la pollution est de gagner assez d'argent pour faire vivre tout le monde, on oublie même qu'il y a pollution". L'article de la Saudigazette mentionne également l'opulente villa et les "voitures de sport de luxe" garées devant ladite Osaja. L'argument de la "famine" s'en trouve relativisé.
En mai 2010, plus de 3000 barils de pétrole se sont échappés d'un oléoduc à Akwa Ibom en l'espace de sept jours, détruisant l'une des plus grandes forêts de mangrove de la planète.

#### Vol d'essence
Contrairement au vol de pétrole, le vol d'essence ne concerne pas tant les aspects environnementaux que la mise en danger directe des personnes. Des camions-citernes et des pipelines d'essence sont percés illégalement et de manière non professionnelle, et une foule se rassemble pour récupérer le carburant avec des seaux, des pots et autres récipients, pour des motifs qui ne sont pas désintéressés. L'essence volatile forme rapidement un nuage explosif qui s'enflamme, par exemple à cause de minuscules décharges d'électricité statique sur les vêtements en polyester. Il arrive que des centaines de personnes soient tuées,.
L'explosion d'un oléoduc d'essence illégalement percé près d'Abule Egba le 26 décembre 2006 a fait environ 500 morts, tandis que l'explosion de l'oléoduc d'Iljegun le 16 mai 2008 a fait environ 40 morts.

#### Trafic sexuel et émigration
Selon l'Organisation internationale pour les migrations (OIM), plus de 80 % des femmes amenées en Europe depuis le Nigeria sont « parrainées » sans le savoir par des trafiquants sexuels qui ont payé leur voyage. Les autres auront payé les passeurs pour les amener en Europe, mais une fois sur place, il est peu probable qu'elles échappent aux réseaux de trafic sexuel.

### Corruption
La corruption fait perdre des milliards à une économie nationale. Le Nigeria est classé 154e sur 180 pays dans l'Indice de perception de la corruption (IPC) 2022 de l'organisation Transparency International (la 180e place étant la plus mauvaise). L'indice IPC ne spécifie pas les types de corruption (pots-de-vin, abus de confiance dans la fonction publique, etc.) et ne précise pas s'il s'agit, par exemple, de la fréquence absolue des pots-de-vin, du pourcentage de fonctionnaires corrompus ou de montants estimés. La méthodologie de l'IPC est donc à son tour remise en question, les résultats étant trop biaisés,. L'IPC se définit comme "une évaluation ressentie par des profanes et des experts" et explicitement comme "non basée sur une expérience réelle et son analyse".
En 2015, le président Buhari a été élu en tant qu'"homme propre" avec des promesses de lutte contre la corruption et a été confirmé en 2019. Après son élection en 2015, Buhari lui-même a par exemple ostensiblement emménagé non pas dans une villa, mais dans un appartement de location dans la capitale et a lancé une campagne anti-corruption. En 2022, à la fin de son deuxième mandat, cette campagne semble avoir été silencieusement abandonnée. Les pots-de-vin et les détournements de fonds publics restent très répandus au Nigeria.

## Culture

### Littérature
Chinua Achebe est un écrivain et poète nigérian, connu pour son premier roman Tout s'effondre qui est le livre le plus lu de la littérature africaine moderne[réf. souhaitée]. Wole Soyinka est un dramaturge et a été la première personne du continent africain à recevoir le prix Nobel de littérature, son œuvre majeure La Mort et l'Écuyer du roi[réf. souhaitée]. Chimamanda Ngozi Adichie est une écrivaine nigériane considérée[Par qui ?] comme l'une des écrivaines les plus en vue d'Afrique, elle est félicitée pour avoir attiré une nouvelle génération dans la littérature africaine.

### Peinture et sculpture
Né au Nigeria, Ben Enwonwu a étudié en Angleterre avant de retourner dans son pays d'origine. Travaillant dans un style moderniste, Enwonwu a été le premier artiste africain à être commandé pour un portrait d'un monarque britannique en 1956. Sa sculpture en bronze de la reine Élisabeth II a été dévoilée en 1957. En 2017, l'une de ses œuvres majeures, un portrait de Tutu, a été redécouvert à Londres et vendu à un prix record pour un artiste africain.

### Musique

#### La musique nigériane avant 2012
Fela Kuti est un musicien et militant nigérian qui a lancé un style de musique moderne appelé Afrobeat, qui a fusionné le blues, le jazz et le funk américains avec la musique traditionnelle yoruba.

#### Afrobeats: Une percée internationale

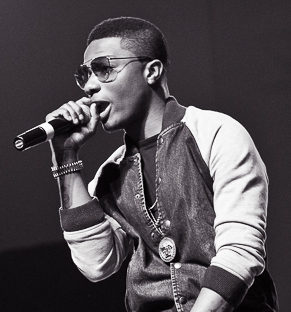
Wizkid.

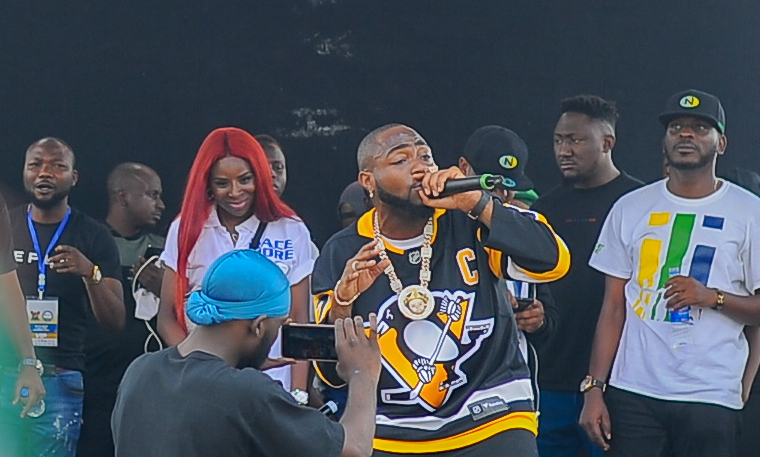
Davido.

Contrairement à l'afrobeat, l'afrobeats connaît un succès mondial depuis 2018. Les artistes nigérians en sont les principaux contributeurs.
Selon le magazine Billboard, l'afrobeats nigérian est le genre qui connaît la croissance la plus rapide aux États-Unis. La star de l'afrobeats CKay a déclaré : « L'afrobeats est la nouvelle pop. »
Une présence constante aux cérémonies de remise de prix

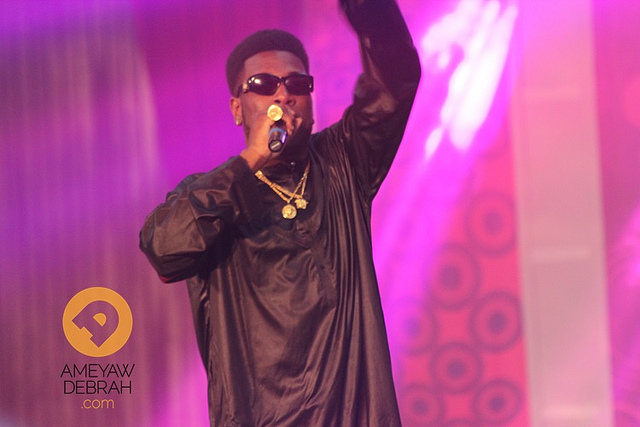
Burna Boy.

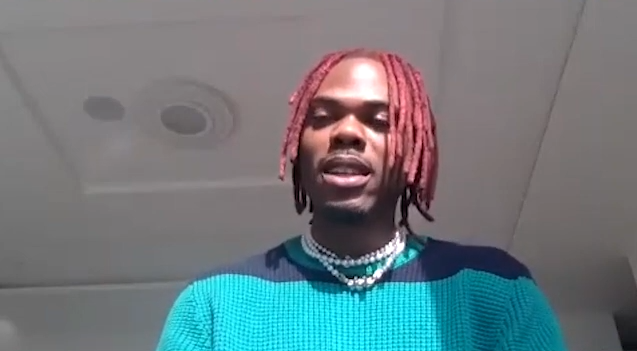
CKay.

Les musiciens nigérians bénéficient de plus en plus d'une reconnaissance internationale.
Des artistes tels que King Sunny Ade, Femi Kuti et Seun Kuti ont été nommés aux Grammy Awards par le passé.
African Giant de Burna Boy a reçu une nomination aux Grammy Awards en 2020 pour le meilleur album de musique mondiale. Son Twice As Tall a reçu un Grammy pour le meilleur album de musique mondiale l'année suivante. Made in Lagos de Wizkid a été nommé dans la même catégorie en 2021. Wizkids Essence featuring Tems a également été nommé dans la catégorie de la meilleure performance musicale mondiale.

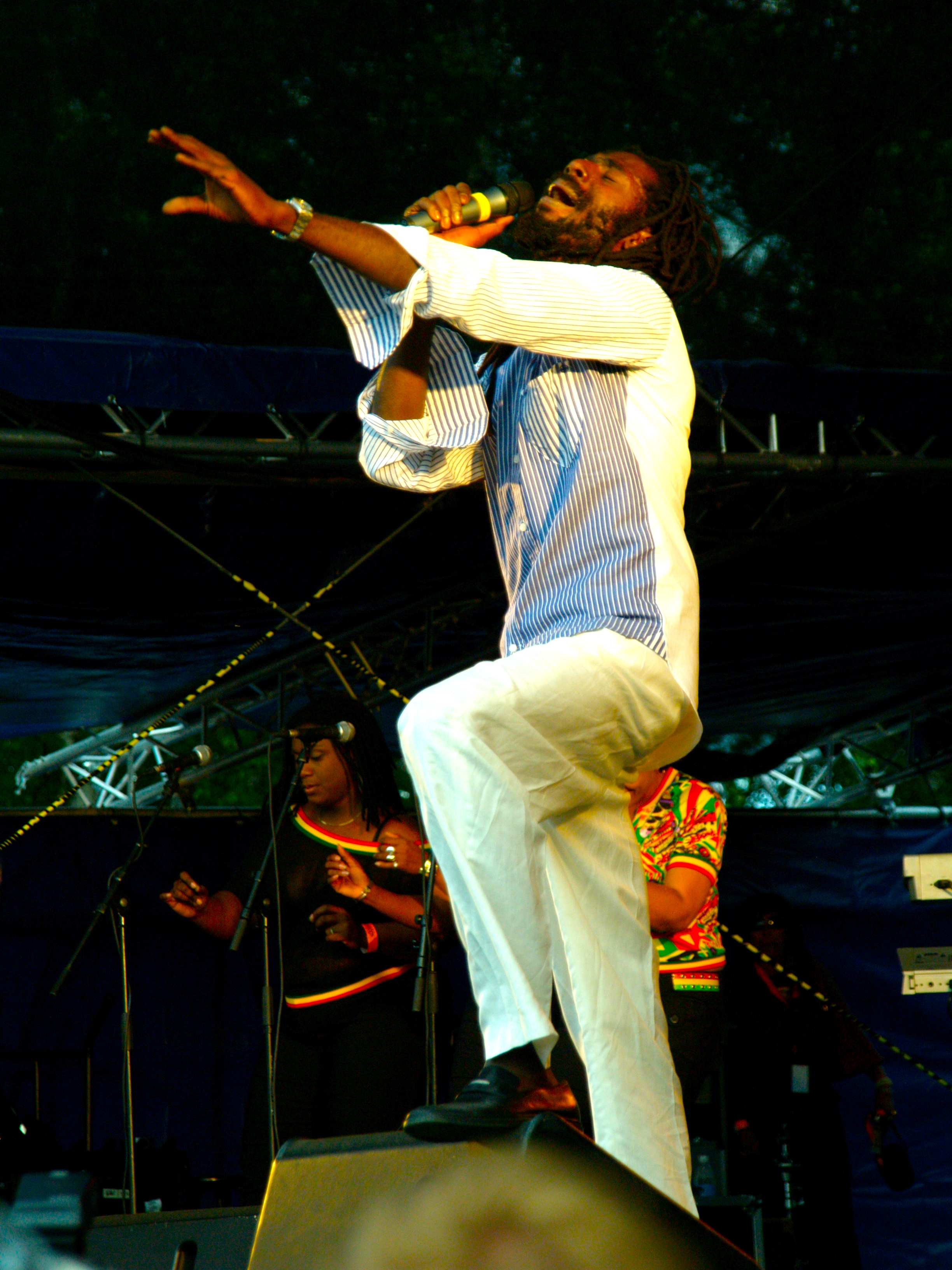
Buju Benton (Bnxn).

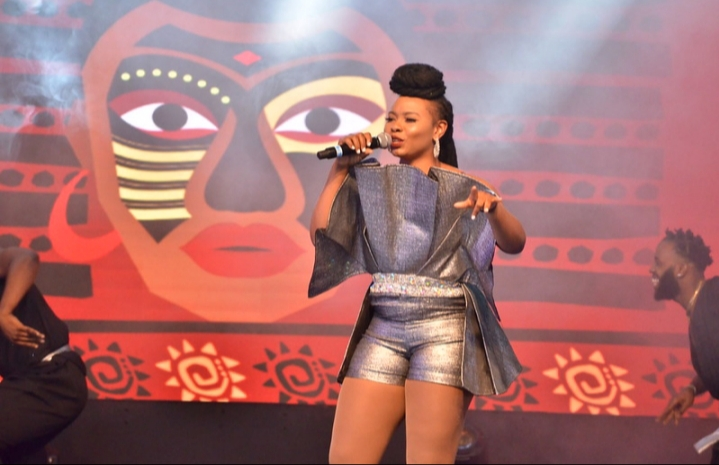
Yemi Alade.

La collaboration d'artistes afrobeats avec les plus grandes stars de la musique du monde a conduit à une exposition mondiale supplémentaire. En 2019, la star américaine Beyoncé s'est adjoint les services de nombreuses stars nigérianes, dont Wizkid et Burna Boy. Sa chanson "Brown Skin Girl" a remporté le prix de la meilleure vidéo musicale aux Grammys de 2021. L'album Mother Nature (2021) de Angelique Kidjo, avec de nombreuses stars nigérianes, a été nommé pour le prix du meilleur album de musique mondiale.
Le succès de l'afrobeats nigérian a conduit à l'introduction de la catégorie du meilleur acte africain aux MTV Europe Music Awards en 2005, puis aux BET Awards en 2011, qui décernent depuis des prix dans la catégorie du "Meilleur acte international : Afrique".
Positions dans les charts
En 2012, Oliver Twist de D'banj a atteint la 9e place du UK Singles Chart et la 2e place du UK R&B Chart. C'est la première chanson afrobeats nigériane à y parvenir. - Essence featuring Tems de Wizkid est entré dans le top 10 du Billboard 100 américain en tant que remix avec Justin Bieber.
Arènes à guichets fermés
Des musiciens pop nigérians comme Wizkid, Davido et Burna Boy ont fait salle comble à l'O2 Arena de Londres et à l'Accor Arena de Paris respectivement.

### Cinéma
L'industrie cinématographique nigériane est connue sous le nom de Nollywood (un mélange de Nigeria et Hollywood) et est maintenant le deuxième plus grand producteur de films au monde, ayant dépassé Hollywood. Seul Bollywood, en Inde, est plus important. Les studios de cinéma nigérians sont basés à Lagos, Kano et Enugu, et constituent une part importante de l'économie locale de ces villes. Le cinéma nigérian est la plus grande industrie cinématographique d'Afrique, tant en termes de valeur que de nombre de films produits par an. Bien que les films nigérians soient produits depuis les années 1960, l'industrie cinématographique du pays a été favorisée par l'essor des technologies de tournage et de montage numériques abordables.
Mais avant 2009, le cinéma nigérian se composait surtout de productions vidéo à petit budget et axées sur les trois principales langues nationales, le haoussa, le yoruba et l'igbo. Du point de vue du contenu, ces films pouvaient être comparés au "théâtre populaire" (des amants qui ne se trouvent pas, une figure maternelle burlesque, etc.).
Cependant, la maîtrise et l'importance croissantes de l'anglais chez les Nigérians se reflètent dans les films postérieurs à 2009 et ont permis aux cinéastes d'accéder à un marché plus large, tant au niveau national qu'international. La pression concurrentielle des productions étrangères (anglophones) pourrait en outre avoir contribué à l'amélioration de la qualité et à l'enrichissement thématique du cinéma nigérian après 2009.
Le film à suspense The Figurine (2009) a attiré l'attention des médias sur la révolution du nouveau cinéma nigérian. Le film a été un succès critique et commercial au Nigeria, et il a également été projeté dans des festivals internationaux. Le film Ijé de Chineze Anyaene, sorti en 2010, a dépassé The Figurine pour devenir le film nigérian le plus rentable ; un record qu'il a conservé pendant quatre ans jusqu'à ce qu'il soit dépassé en 2014 par Half of a Yellow Sun(2013). En 2016, ce record était détenu par The Wedding Party, un film de Kemi Adetiba.
À la fin de 2013, l'industrie cinématographique aurait atteint un revenu record de ₦1,72 trillion (4,1 milliards de dollars américains). En 2014, l'industrie valait ₦853,9 milliards (5,1 milliards de dollars américains), ce qui en fait la troisième industrie cinématographique la plus précieuse au monde, derrière les États-Unis et l'Inde. Elle a contribué à hauteur d'environ 1,4 % à l'économie du Nigeria, ce qui a été attribué à l'augmentation du nombre de films de qualité produits et à des méthodes de distribution plus formelles,.

### Cuisine
La cuisine nigériane, comme la cuisine ouest-africaine en général, est connue pour sa richesse et sa variété. De nombreuses épices, herbes et arômes différents sont utilisés avec de l'huile de palme ou de l'huile d'arachide pour créer des sauces et des soupes profondément aromatisées, souvent rendues très piquantes avec des piments. Les fêtes nigérianes sont colorées et somptueuses, tandis que les snacks aromatiques des marchés et des routes, cuits sur des barbecues ou frits dans l'huile, sont abondants et variés. Le suya est généralement vendu dans les zones urbaines, surtout la nuit.

### Mode

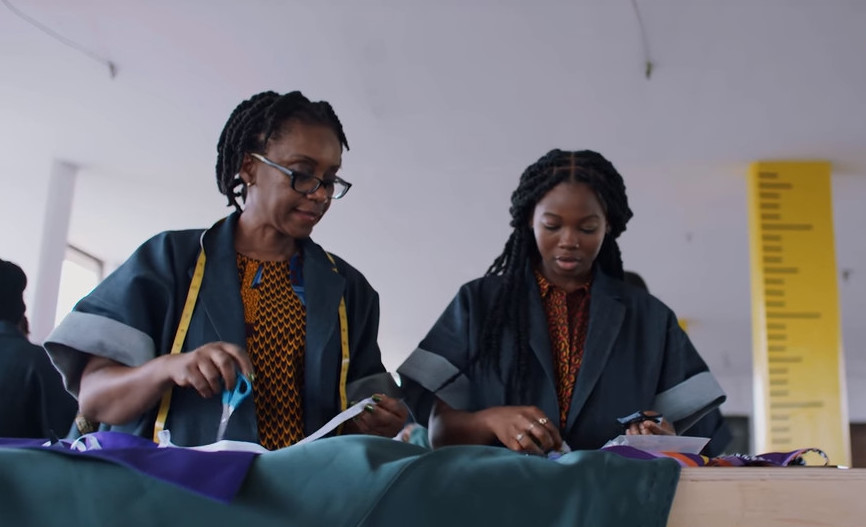
Ituen Basi, créateur de mode nigérian basé à Lagos.

L'industrie de la mode au Nigeria contribue de manière significative à l'économie du pays. Les tenues décontractées sont courantes, mais les styles formels et traditionnels sont également portés en fonction de l'occasion. Le Nigeria est connu non seulement pour ses textiles et ses vêtements à la mode, mais aussi pour ses créateurs de mode, qui jouissent d'une reconnaissance internationale croissante. Euromonitor estime que le marché subsaharien de la mode vaut 31 milliards de dollars, le Nigeria représentant 15 % de ces 31 milliards. Le Nigeria n'est pas seulement connu pour ses nombreux textiles et vêtements de mode, secrets de sa culture. Il a également produit de nombreux créateurs de mode qui ont développé de nombreuses techniques et entreprises au fil du temps.

### Fêtes et jours fériés, festivals
Il existe de nombreux festivals au Nigeria, dont certains datent de la période précédant l'arrivée des grandes religions dans cette société ethniquement et culturellement diverse. Les principales fêtes musulmanes et chrétiennes sont souvent célébrées d'une manière qui est propre au Nigeria ou aux habitants d'une localité. La Nigerian Tourism Development Corporation a travaillé avec les États pour améliorer les fêtes traditionnelles, qui peuvent devenir d'importantes sources de revenus touristiques.

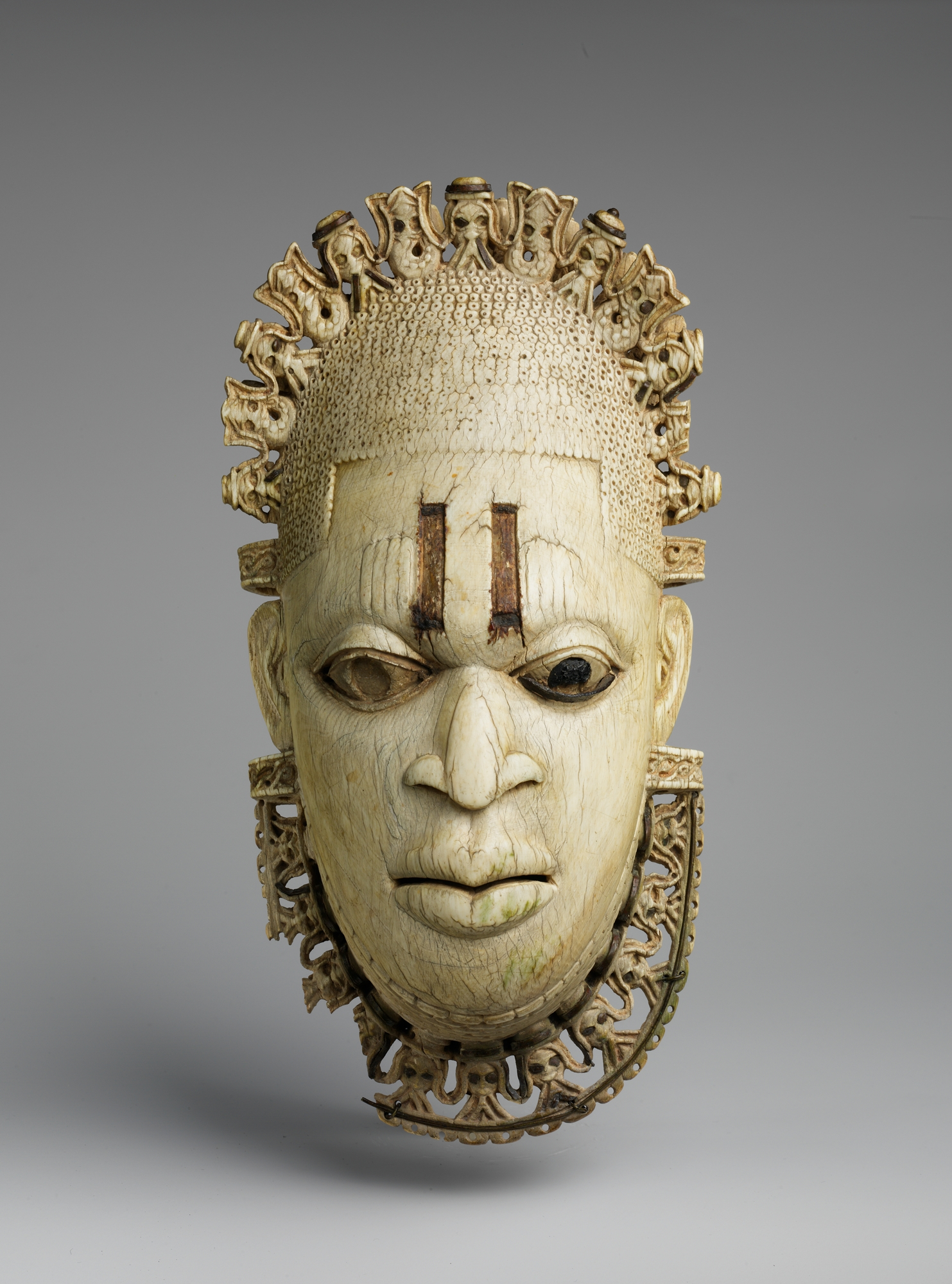
Masque royal en ivoire du royaume du Bénin.

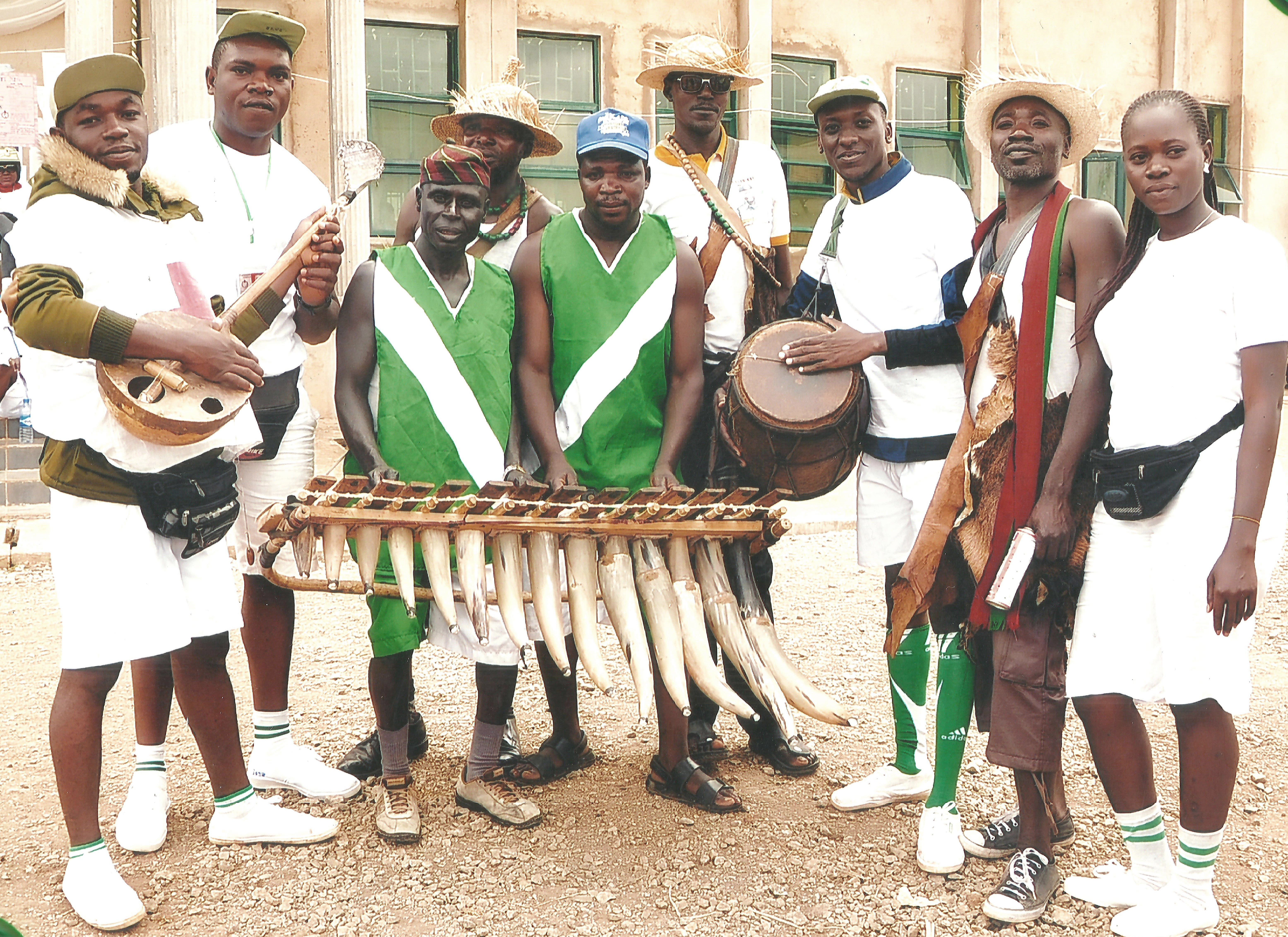
Musiciens de l'État de Plateau.

| Date              | Nom français                                             | Nom local | Remarques |
| ----------------- | -------------------------------------------------------- | --------- | --------- |
| 1er janvier       | Jour de l'an                                             |           |           |
| variable          | Vendredi saint                                           |           |           |
| variable          | Lundi de Pâques                                          |           |           |
| 1er mai           | Fête du Travail                                          |           |           |
| 29 mai            | Fête de la démocratie                                    |           |           |
| 1er octobre       | Fête de l'indépendance du Nigeria                        |           |           |
| 25 décembre       | Noël                                                     |           |           |
| 26 décembre       | Lendemain de Noël                                        |           |           |
| 1er shawwal       | Fête de la rupture du jeûne (Aïd el-Fitr ou Eïd al-Fitr) |           |           |
| 10 Dhou al Hidjia | Fête du sacrifice (Aïd al-Adha ou Eïd al-Adha)           |           |           |

## Sports

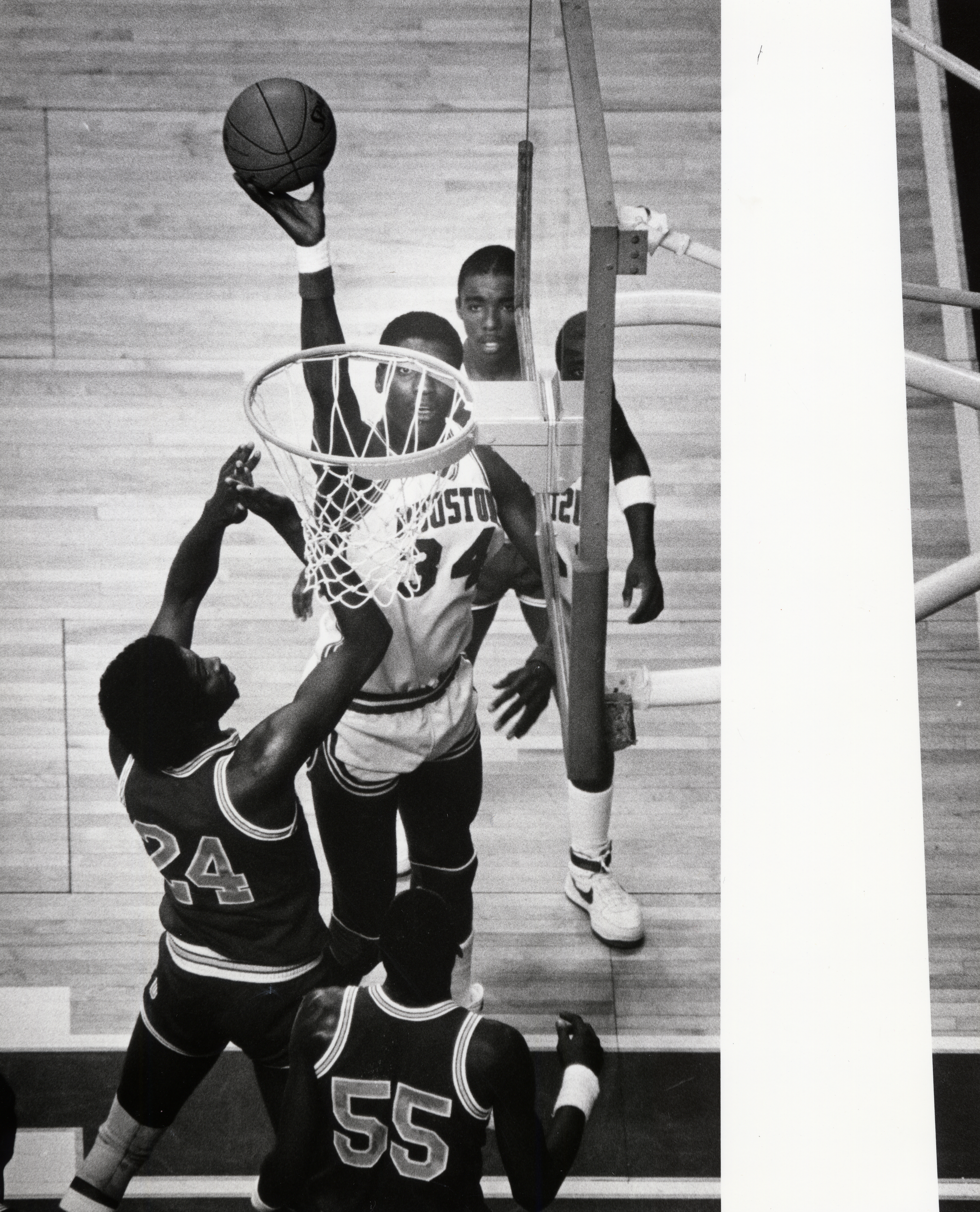
Akeem Olajuwon jouant au basket-ball.

Akeem Olajuwon est un joueur nigérian de basket-ball. De 1984 à 2002, il joue au poste de pivot dans la NBA pour les Rockets de Houston et les Raptors de Toronto. Il mène les Rockets à deux titres de champion de la NBA consécutifs en 1994 et 1995, remportant le NBA Finals MVP Award les deux fois.
Le Nigeria détient 3 Coupes d'Afrique des Nations. Le Nigeria a participé à six éditions de la Coupe du monde de football. Ils sont arrivés en finale de la CAN 2023.

## Sciences
L'Académie nigériane des sciences est créée en 1977 comme organe consultatif du gouvernement et chapeauter la recherche scientifique permettant l'éclosion de scientifiques nigérians. L'Académie est membre de l'organisation non gouvernementale Conseil international des sciences (ISC). L'Institut international d’agriculture tropicale (IITA) est installé à Ibadan. L'année 2012 est déclarée Année nationale des mathématiques. Le Nigeria est membre de l'Union astronomique internationale.